# Esparta
Esparta (en griego dórico, Σπάρτα [Spárta]; en griego ático y moderno, Σπάρτη [Spártē], ‘sembrado’; en latín, Sparta), Lacedemonia o Lacedemón (en griego, Λακεδαιμονία [Lakedaimonía] o Λακεδαίμων [Lakedaímon]; en latín, Lacedaemon) fue la capital de Laconia y una de las polis griegas más importantes junto con Atenas, Tebas y Corinto. Estaba situada en la Antigua Grecia, en la península del Peloponeso, a orillas del río Eurotas, entre los montes Taigeto y Parnón. Su sucesora es la Esparta moderna.
Para el 650 a. C. la ciudad ya era una potencia militar en el conjunto de la Antigua Grecia.
Gracias a su poderío militar, Esparta fue una de las ciudades que lideraron a los aliados griegos durante las guerras médicas en la primera mitad del siglo V a. C. Entre 431 y 404 a. C. Esparta fue la rival de Atenas en la guerra del Peloponeso, de la que salió victoriosa pagando un alto coste. La derrota de los espartanos ante la ciudad de Tebas en la batalla de Leuctra, librada en el 371 a. C., marcó el final de su hegemonía, aunque mantuvo su independencia política hasta la conquista romana de Grecia en el 146 a. C. Entonces comenzó para la ciudad un largo período de declive que tocó fondo en la Edad Media, cuando los espartanos se trasladaron a Mistrá. La moderna Esparta es la capital de la unidad periférica griega de Laconia y el centro de una zona que vive de la agricultura.
Esparta fue una ciudad única en la Antigua Grecia por su sistema social y su constitución, que estaban completamente centrados en la formación y la excelencia militar. Sus habitantes estaban clasificados en varios estatus: homoioi —ὅμοιοι, gozaban de todos los derechos—, motaz —μόθακες [móthakes], nacidos fuera de la ciudad pero criados como espartanos—, periecos —περίοικοι [períokoi], libertos— e ilotas —εἱλώτης [eilótes], siervos—. Los hómoioi recibían una rigurosa educación espartana —ἀɣωɣή, agogué— centrada en la guerra, gracias a la cual las falanges espartanas eran consideradas las mejores en batalla. Las mujeres espartanas gozaron de más derechos e iguaqldad con los hombres que en ningún otro lugar de la antigüedad clásica. Aunque Esparta nunca llegó a tener tantos habitantes como Atenas y en la actualidad sólo quedan ruinas de la antigua polis, su idiosincrasia fascinaba incluso a sus coetáneos, y la admiración por la cultura lacónica ha pervivido hasta la actualidad.

## Geografía

Límites

El Estado espartano se extendía hasta el siglo V a. C., según Tucídides, por las dos quintas partes del Peloponeso, es decir, alrededor de 8500 km² y el triple que su rival el Estado ateniense. Constaba de dos regiones principales separadas por montañas: Laconia y Mesenia.
Laconia en sentido estricto era el territorio delimitado por los montes Taigeto -oeste- y Parnón -este-, hacia el mar Mediterráneo. Entre ambas montañas el fértil valle del río Eurotas.
La frontera norte era más cambiante: victoriosa en la Batalla de los 300 Campeones en 545 a. C., Esparta arrebató a Argos el control de la meseta de Cinuria, llegando hasta el territorio de Tirea, situada al nordeste de Esparta.
Mesenia, conquistada a raíz de las guerras del mismo nombre, se extendía al oeste de Taigeto hasta el Mediterráneo. Limitaba al norte con el valle del río Neda. Incluía varias montañas, como las Ciparisia, que se extienden hacia el sur por el Egaleo y al este por el Itome. En el centro se encuentra el valle de Mesenia, bañado por el río Pamiso; la llanura de Esteníclaro al norte de la cresta de Escala y la llanura costera llamada Macaria, «la dichosa», al sur.
A estas regiones se sumaban la isla de Citera y las regiones montañosas de Esciritis y de Belminatis, al norte de Laconia.
Esparta, propiamente dicha, se componía de cuatro pueblos, en realidad cuatro aldeas (obaí): Limnas («lago»), Cinosura («cola de perro»), Mesoa («central») y Pitana («pasteleros»), que no estuvieron plenamente unidas por sinecismo en la época clásica, En fecha desconocida se unió la aldea de Amiclas, distante algunos kilómetros. La ciudad estaba emplazada en la ribera del río Eurotas, llanura aluvial delimitada por las cordilleras del Taigeto y Parnón que se prolongan hasta la costa, donde forman los promontorios del golfo de Laconia.

## Orígenes históricos

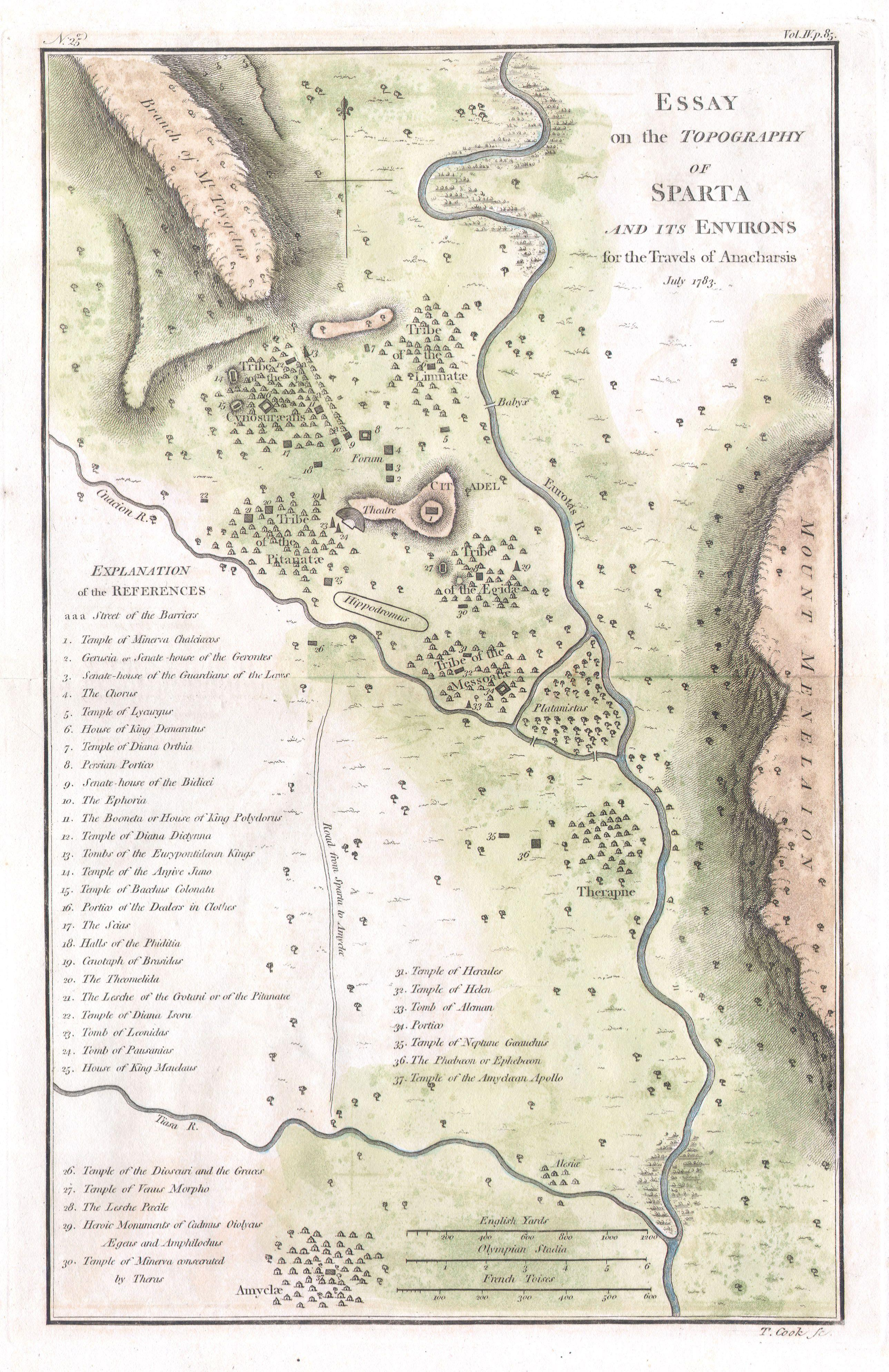
Mapa de Esparta

Heródoto menciona que los orígenes del pueblo espartano se remontan a los helenos, quienes gobernados sucesivamente por los reyes Deucalión, Helén y Doro, fueron desplazándose hacia el sur, fueron derrotados por los cadmeos, tomaron el nombre de macednos y, al llegar al Peloponeso, se nombraron dorios; esto es una racionalización de mitos del origen griego en el cual se explica una invasión extranjera al actual territorio griego.
Esparta ya se encuentra en Homero: Menelao, esposo de la bella Helena, reinaba en «Lacedemonia de profundos valles». Los arqueólogos han descubierto 21 sitios micénicos habitados en Laconia, incluyendo el Amicleo y el Menelaion, que podrían haber sido utilizados en la época clásica y serían los restos de la Esparta homérica. El regreso de los Heráclidas ha sido interpretado como la versión mítica de una invasión de los dorios, un pueblo del norte que hablaba griego. Parece que en realidad no fue una invasión, sino una larga asimilación.
La polis se fundó tras la conquista de Laconia por los dorios. Al principio estuvo minada por disensiones internas. Las reformas en el siglo VII a. C. fueron un verdadero punto de inflexión en la historia de la ciudad, a partir de entonces todo se encaminaría a reforzar su poderío militar y Esparta se convertiría en la ciudad hoplita por excelencia.
Esparta sometió a la totalidad de Laconia: comenzó por conquistar toda la vega del Eurotas para rechazar a los de Argos y asegurarse la hegemonía de toda la región. La segunda etapa consistió en la anexión de Mesenia. Esparta era ya la ciudad más poderosa del área, con Arcadia y Argos como únicos rivales. A mediados del siglo VI a. C. Esparta sometió también las ciudades de Arcadia y derrotó a Argos, dejándola totalmente debilitada. Todas ellas se verían forzadas a firmar pactos por los que reconocían la hegemonía de Esparta. Fue en el marco de estas luchas con los argivos que Esparta adoptó el estilo hoplita de combate, aproximadamente entre los años 680 y 660 a. C.
Durante el siglo VI a. C. los espartanos mantuvieron una activa política exterior que incluía la alianza con Creso de Lidia frente a la amenaza persa (546 a. C.). También combatieron a los tiranos de Grecia y depusieron a muchos de ellos, fracasando frente a otros, como Polícrates de Samos, que resistió a la invasión espartana. Sin embargo, apoyaron a tiranos que les pudieran ser favorables, y en Atenas intentaron restaurar a los Pisistrátidas, pero la oposición de la influyente Corinto lo impidió.

## Ejército espartano
El ejército espartano era una de las más importantes fuerzas militares en la historia de la antigua Grecia. El ejército constituía el pilar principal del Estado espartano, en el cual la primera y principal obligación de sus ciudadanos era convertirse en buenos soldados; precisamente los soldados espartanos eran los más disciplinados, entrenados y temidos de la antigua Grecia. En los momentos de mayor apogeo de Esparta, entre los siglos VI y IV a. C., era común en Grecia afirmar que "un soldado espartano valía lo que varios hombres de cualquier otro Estado".

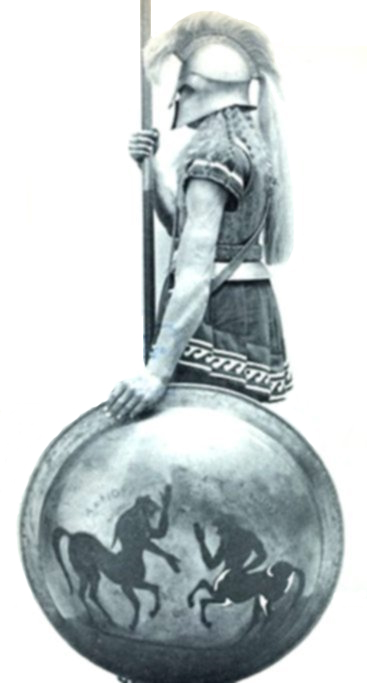
Modelo de hoplita espartano. En ciertas ocasiones los escudos incluían insignias familiares. Características: casco de bronce con cresta, hoplón (escudo de hasta 1 metro), lanza de 2,50 metros. Los guerreros espartanos eran conocidos por llevar pelo largo, como hace mención Heródoto, como símbolo de hombre libre.

El ejército espartano estaba basado en la infantería y para luchar formaban en falanges. Utilizaban la falange al estilo clásico, en una línea única con una profundidad uniforme de entre 8 y 12 hombres. Cuando luchaban junto con sus aliados, los espartanos normalmente ocupaban el flanco honorario, que era el derecho.
Los espartanos usaban el mismo equipamiento típico de los hoplitas de la Antigua Grecia (del griego antiguo ὁπλίτης [hoplitēs]; griego moderno οπλίτης; latín hoplites). Las marcas distintivas de los espartanos eran su túnica y su manto, de color carmesí, así como el pelo largo, que los espartanos mantuvieron durante mucho tiempo. Para los espartanos, el pelo largo era símbolo del hombre libre. Por otro lado, para los griegos del siglo V a. C., su peculiar asociación con los espartanos había llegado a hacer que tuviese el significado de simpatía política a favor de estos. En el siglo V a. C. y en Atenas, dejarse crecer el cabello (komân) era una señal de «filolaconismo» (simpatía por el estilo de vida y las costumbres laconias).
Estaba dividido en cuatro clasesː
- Infantería pesada. Estaba formada por los ciudadanos plenos, conocidos como espartiatas u homoioi («iguales»), portaban el clásico casco con cresta, coraza de linotórax, escudo hoplón (más de 1 metro de diámetro), lanza "dorys" (de aproximadamente 2 metros de largo) y el xyfos, arma de doble filo de unos 40 cm. Se calcula que el espartiata portaba un equipo superior a los 20 kilos.
- Infantería ligera. Eran los periecos, no ciudadanos (de condición libre, generalmente mercaderes, artesanos y marineros). Esta clase, dentro del ejército, llevaba a cabo trabajos militares auxiliares,[30] carecían de protecciones en sus cuerpos y utilizaban armas arrojadizas, especialmente jabalinas. Su estrategia consistía en atacar por sorpresa y retirarse del campo de batalla.
- Tropas de escaramuzas. La clase más numerosa eran los ilotas.[24] Incluía a los honderos y utilizaban municiones (balas) de plomo, que recibían el nombre de glandes.
- Caballería ligera. Los espartanos no llegaron a tener caballería propia hasta las épocas más tardías de la guerra del Peloponeso.[31] El papel de los caballeros sería casi exclusivamente auxiliar, dedicándose a la exploración y a la protección de las tropas de infantería, al hostigamiento a distancia o a la persecución del enemigo durante la huida.

Por otra parte, la población de espartiatas se dividía entre distintos grupos en función de su edad. Los más jóvenes (menores de 20 años) se consideraban más débiles debido a su falta de experiencia, y a los más mayores (más de 60 años o, en épocas de crisis, de 65) solo se les llamaba a filas en caso de emergencia.

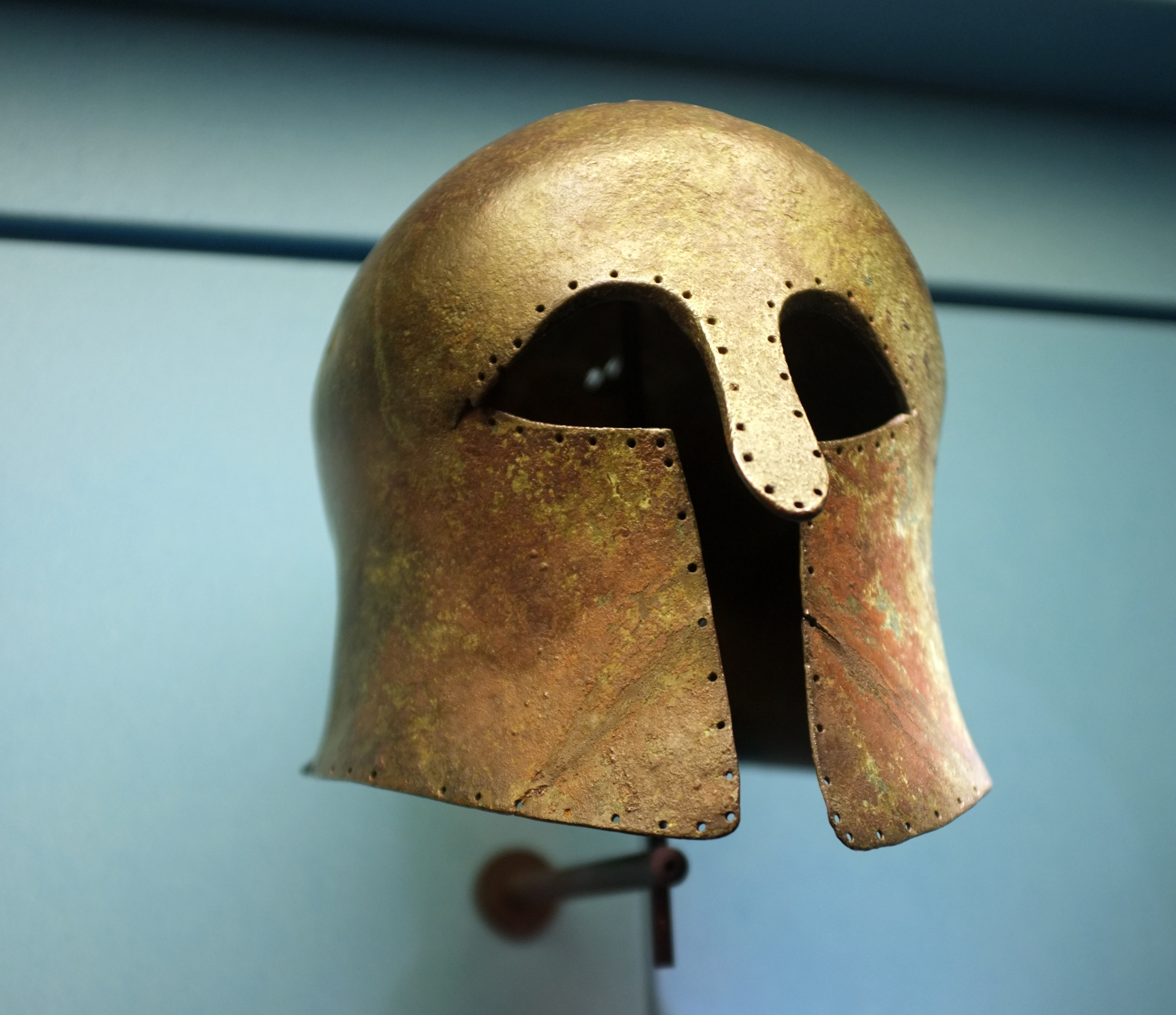
Casco espartano

El ejército completo de Esparta era dirigido oficialmente en la batalla por los dos reyes. En un inicio, los dos reyes acudían al mismo tiempo a la batalla y dirigían las operaciones bélicas desde la vanguardia, pero a partir del siglo VI a. C. se decidió enviar solo a uno, permaneciendo el otro en la ciudad.
Los reyes iban acompañados por un selecto grupo de 300 hombres que componían la guardia real y que recibían el nombre de hippeis («caballeros»). A pesar de su título, se trataba de hoplitas de infantería, al igual que todos los demás homoioi. Los hippeis eran los 300 soldados que acompañaron al rey Leónidas I en su famosa batalla contra los persas en las Termópilas.
El ejército espartano ofrecía un sacrificio a los dioses para saber su disposición al respecto, cuando partían de Esparta y atravesaban los límites de su territorio, y lo mismo hacían todas las mañanas previas a la batalla. El rey o los oficiales eran los encargados de hacerlo y, si los presagios no eran favorables, el jefe podía rechazar seguir marchando o enfrentarse al enemigo.

## Organización social

### Población
Los ciudadanos espartanos representaban sólo una pequeña parte de la población total de la ciudad. Según Isócrates, 2000 dorios invadieron Laconia, simple suposición sin valor real. Aristóteles informa que, según algunos, los espartanos eran 10 000 bajo los primeros reyes. De nuevo, es difícil creer en esta cifra redonda. La primera mención fiable es la proporcionada por Heródoto: en 480 a. C., el rey Demarato estimó que el número de hoplitas movilizables era un poco más de 8000; un año después, 5000 hoplitas espartanos estuvieron presentes en la batalla de Platea . Esta cantidad decreció a lo largo del siglo V a. C., principalmente a causa del terremoto de 464 a. C., que según Plutarco destruyó el gimnasio, matando a todos los efebos, y la revuelta de los ilotas (10 años de guerra de guerrillas). Por lo tanto, en la batalla de Leuctra, en 371 a. C., solo había 1200 hoplitas movilizables, 400 de los cuales murieron en combate. Aristóteles asegura que en su época apenas había un millar de ciudadanos.
El número de periecos era mayor que el de homoioi. Se piensa que hubo alrededor de cien asentamientos perieculares: Esparta fue apodada, según Estrabón, la «ciudad de las cien ciudades». Los ilotas se pueden estimar de 150 000 a 200 000, según Tucídides, siendo la ciudad de Grecia con la cifra más alta.

### Los ciudadanos o espartanos comunes

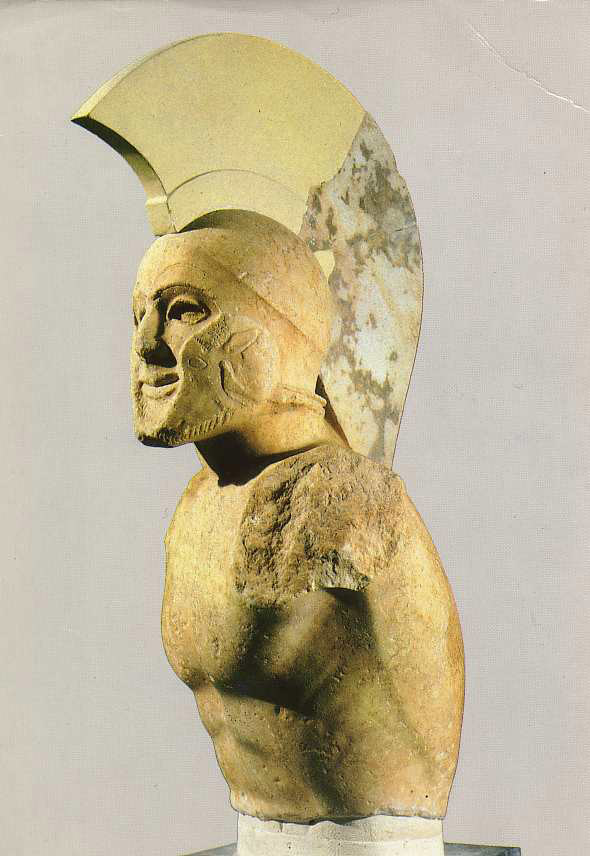
Busto de un hoplita, quizás Leónidas (Museo arqueológico de Esparta).

Los únicos que poseían derechos políticos eran los ciudadanos espartanos, aquellos denominados espartiatas. Los espartiatas a diferencia del resto de los espartanos, tenían ascendencia del pueblo indoeuropeo de los dorios, llamados astoi (en griego antiguo: ἄστοι) o «ciudadanos» (término más aristocrático que el de polités (en griego antiguo: πολίτης, habitual en otras ciudades griegas). A los espartíatas también se les conocía como homoioi (en griego antiguo: ὅμοιοι, ‘pares’ o ‘iguales’). Conformaban una minoría privilegiada, pues al momento de nacer recibían una parcela de tierra junto con unos ilotas, que conservaban toda su vida. No todos los homoioi espartiatas, sin embargo, eran considerados iguales y compartían los mismos derechos. Los historiadores llaman «tresantes» (‘los temblorosos’) a aquellos culpados de atimia por motivos diversos, como la incapacidad de pagar multas, prostitución o, en general, la pérdida de honor en diferentes circunstancias. Según Heródoto, Jenofonte, Plutarco y Tucídides, a los «tresantes» se les sometía a toda clase de desprecios y vejaciones: obligación de pagar el impuesto de soltería, expulsión de los equipos de pelota, de los coros, de las comidas en común, etc. Su estado de marginación era casi tan absoluto como el de los ilotas, con la excepción de que ellos sí podían acceder a los lugares públicos (siempre en los últimos puestos) y que les estaba permitido redimir su deshonra mediante actos de valor en la guerra. Eran ciudadanos de segunda clase.
Para ser un ciudadano espartano, se debían cumplir cuatro condiciones:
- Un auténtico espartiata debía ser hijo de un ciudadano espartiata y de la hija de un ciudadano espartiata (los bastardos se distinguían de los ciudadanos de pleno derecho),
- Haber recibido la educación espartana,
- Hacer sus comidas (sisitias) junto a los demás ciudadanos en los comedores públicos,
- Poseer una propiedad (kleros) suficiente como para permitirle sufragar los gastos de su ciudadanía y la comida en común a escote.

Formaban una minoría privilegiada que poseía las tierras, ocupaba los cargos públicos en forma exclusiva y concentraba el poder militar. Los trabajos manuales y de la tierra eran considerados tareas denigrantes para ellos; los trabajos agrícolas eran propios de los espartanos (hombres que vivían en Esparta pero que no eran ciudadanos).
El nombre de homoioi (‘iguales’) es testimonio, según Tucídides, del hecho de que en Esparta «se ha instaurado la máxima igualdad entre el estilo de vida de los acomodados y el de la masa»: todos llevan una vida en común y austera.

### Los no ciudadanos
Los periecos (habitantes de la periferia), eran descendientes de los miembros de las comunidades campesinas sometidas sin utilizar la fuerza. Son mantenidos al margen del cuerpo cívico por la reforma de Licurgo, que les niega cualquier derecho político. Aunque libres, jamás participan en las decisiones. Poseen el monopolio del comercio y comparten el de la industria y la artesanía con los ilotas. Entre los periecos hay también campesinos, reducidos a cultivar los terrenos menos productivos. Gozaban de ciertos derechos, como poseer bienes o casarse, ser integrantes del ejército cívico, pero no podían participar en el gobierno de la ciudad.
Los ilotas son los campesinos de Esparta. Eran descendientes de las comunidades campesinas sometidas por la fuerza por los dirigentes. Su estatus se crea con la reforma de Licurgo. No son estrictamente esclavos, sino siervos: pertenecen al Estado, están adscritos a la propiedad que cultivan, no son objeto de comercio, pueden casarse y tener hijos y se quedan con los frutos de su trabajo una vez deducida la renta que corresponde al titular de la hacienda, normalmente un cuarto de la producción total.
De modo excepcional, los ilotas podían ser reclutados para el ejército y liberados luego. Mucho más numerosos que los ciudadanos, la reforma de Licurgo les dejó por completo al margen de la vida social. Los “iguales”, que temían su rebelión, les declaraban solemnemente la guerra cada año, les humillaban y atemorizaban (ver Krypteia).
Esparta también tenía otras categorías de hombres libres no ciudadanos, convencionalmente llamados inferiores: ciudadanos caídos en la pobreza (ya no podían pagar su parte en las comidas comunes) o por cobardía en el combate (los tresantes), los ilotas liberados (neodamodes), esquiritas, motones, brasideos, etc.
Por último estaban los extranjeros. Como muchas otras civilizaciones de la Antigüedad, Esparta se caracterizó por su xenofobia y racismo. Pero a diferencia de otras polis de su alrededor, los espartanos no les gustaban los extraños, griegos o no. Dice mucho de ello que, como afirma Heródoto, a unos y a otros los designaran con la misma palabra, xenoi, cuando el resto de los griegos reservaba para los no griegos la de barbaroi, en lo que constituye un rasgo lingüístico arcaizante y de reminiscencias homéricas, de tiempos en los que aún la denominación de helenos no agrupaba al conjunto de éstos para distinguirlos de otros pueblos. Algunos historiadores han llegado a afirmar que era un estado secretista, militarista y expansionista que practicó frecuentes expulsiones de extranjeros y que demostró capacidad para el asesinato en masa. Por esta visión tan negativa sobre los extranjeros y el componente de pureza de sangre, la sociedad espartana ha sido alabada por algunas formas de nacionalismo moderno, como el nazismo alemán o la extrema derecha griega contemporánea

### La educación espartana

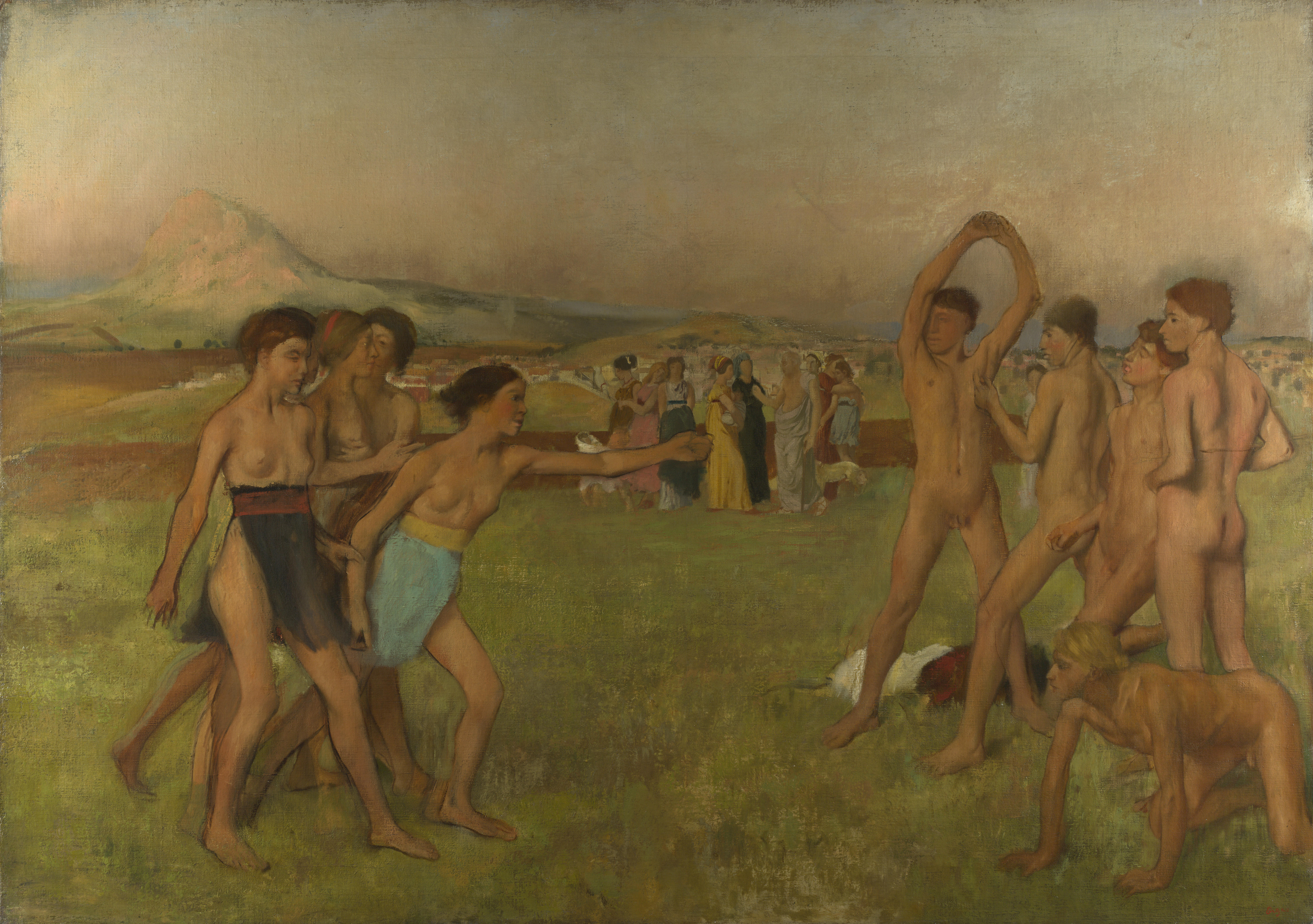
Jóvenes espartanos ejercitándose, cuadro de Edgar Degas.

La educación espartana, agogé, sistema educativo introducido a partir de Licurgo, se caracteriza por ser obligatoria, colectiva, pública y destinada en principio a los hijos de los ciudadanos. Símbolo de la "excepción espartana", lo que se sabe sobre ella no es todo, ya que la mayoría de las fuentes son un poco tardías. Experimentó al menos una interrupción, impuesta por la Liga Aquea en el siglo III a. C., y tal vez otra en el siglo II a. C. Por lo tanto, es difícil saber en qué medida las descripciones helenística y romana también se pueden aplicar al período arcaico y clásico.
Parece que en ocasiones se debió admitir a ilotas o periecos, y los hijos del célebre mercenario ateniense Jenofonte se educaron en Esparta. La educación espartana estaba enfocada principalmente a la guerra y el honor, hasta tal punto que las madres espartanas decían a sus hijos al partir hacia la guerra: "Vuelve con el escudo o sobre él", en referencia a que mantuviesen el honor y no se rindiesen nunca aunque con ello perdieran la vida.
Esparta practicaba una rígida eugenesia. Apenas nacido, el niño espartano era examinado por una comisión de ancianos en el Pórtico, para determinar si era sano y bien formado. En caso contrario se le consideraba una boca inútil y una carga para la ciudad. En consecuencia, se le conducía al Apótetas, lugar de abandono, al pie del monte Taigeto, donde se le arrojaba a un barranco. Si bien hay arqueólogos que han rebatido el infanticidio de recién nacidos con sus hallazgos. Además, al menos en la época romana, la decisión de criar a un niño o no se deja a la familia, como en cualquier otro lugar de la antigua Grecia. Si en cambio, era aprobado, le asignaban uno de los 9000 lotes de tierra (cleros) disponibles para los ciudadanos y lo confiaban a su familia para que lo criara, siempre con miras a endurecerlo y prepararlo para su futura vida de soldado.

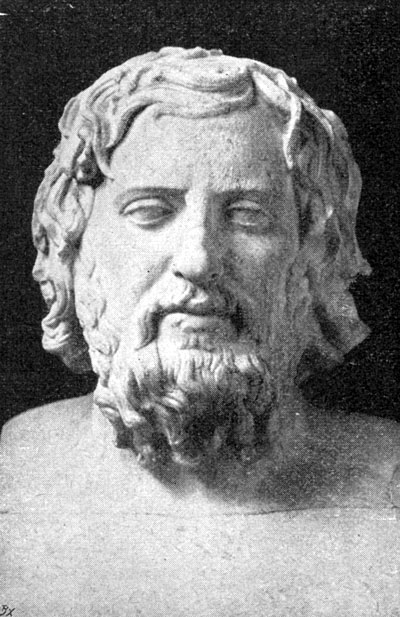
Jenofonte, mercenario ateniense e ilustre huésped de Esparta. De importante participación en la expedición de aliados griegos contra el Imperio aqueménida, conocida como la Expedición de los Diez Mil. Su información y escritos fueron de gran utilidad para Esparta y posteriormente a Alejandro Magno.

Así es que la educación tenía reglas rigurosas de disciplina, obediencia y sometimiento a la autoridad. Los padres no educaban a sus hijos, ya que, a partir de los siete años, los niños pasaban a depender del Estado y recibían una instrucción muy severa y una vida dura: la cabeza rapada, recibían una sola capa (himatión) por año, caminaban descalzos, dormían sobre un jergón de juncos del Eurotas quebrados a mano. Los niños aprendían técnicas de caza y lucha y se les daba gran importancia a los ejercicios físicos. El objetivo de la educación era formar ciudadanos obedientes y valientes guerreros.
Diversas competiciones (peleas rituales en Platanistas, flagelación en el santuario de Artemisa Ortia) tenían por objeto destacar a los más vigorosos y que mejor soportaban el dolor. Esta educación pretendía formar soldados obedientes y eficientes, unidos al bien de la ciudad, antes que a su gloria o bienestar personal. Se les forzaba a buscarse su propio sustento mediante el robo. Las disciplinas académicas se centraban en los ejercicios físicos y el atletismo, la música, la danza y los rudimentos de la lectura y escritura. Los que no conseguían terminar la agogé, no eran considerados espartanos con derechos.
Por lo que a la educación de las niñas se refiere, se encaminaba a crear madres fuertes y sanas, aptas para engendrar hijos vigorosos. Por ello, insistía igualmente en la educación física, así como en la represión sistemática de los sentimientos personales en aras del bien de la ciudad. Terminaba a la edad de catorce o quince años, edad en la que contraían matrimonio con un soldado y pasaban de la vida pública a la privada.

### La mujer espartana: libre y prestigiosa
Las mujeres de Esparta disfrutaban de un estatus, poder y respeto desconocidos en el resto del mundo clásico. Aunque las espartanas estaban oficialmente excluidas de la vida militar y política, gozaban de alta consideración como madres de los guerreros espartanos. Cuando los hombres se dedicaban a actividades bélicas, las mujeres se responsabilizaban de dirigir las propiedades. Tras las largas guerras del siglo IV a. C., entre el 35 y el 40% de las tierras y propiedades de Esparta quedó en manos de mujeres, era la forma más prestigiosa de propiedad privada. En el periodo helenístico, algunos de los espartanos más ricos eran mujeres. Controlaban sus propiedades, así como las de los parientes que habían partido con el ejército.
Las espartanas no solían casarse antes de los 20 años, y al contrario que las atenienses, llevaban ropa corta y ligera y se movían con toda libertad, como también es sabido que la mujer espartana podía tener amantes. Tanto las niñas como los niños varones recibían educación y participaban en las Gimnopedias («Fiesta de los niños desnudos»). El esposo visitaba a su esposa en secreto durante un tiempo después del matrimonio. Estas costumbres, exclusivas de los espartanos, han sido interpretadas con disparidad de opiniones. Una de ellas incide en la necesidad de disfrazar a la novia como hombre para ayudar al novio a consumar el matrimonio, porque los varones no estaban acostumbrados a las miradas de las mujeres en el momento de su primer coito. El «rapto» podría haber servido para alejar el mal de ojo, y el corte del cabello de la esposa fue quizás parte de un rito de iniciación que marcaba su entrada en una nueva vida.
Platón, que admiraba la estructura legal y social de Esparta, afirmaba que la concesión de derechos políticos y civiles a las mujeres «alteraría sustancialmente la naturaleza del hogar y del Estado».

## Sistema político

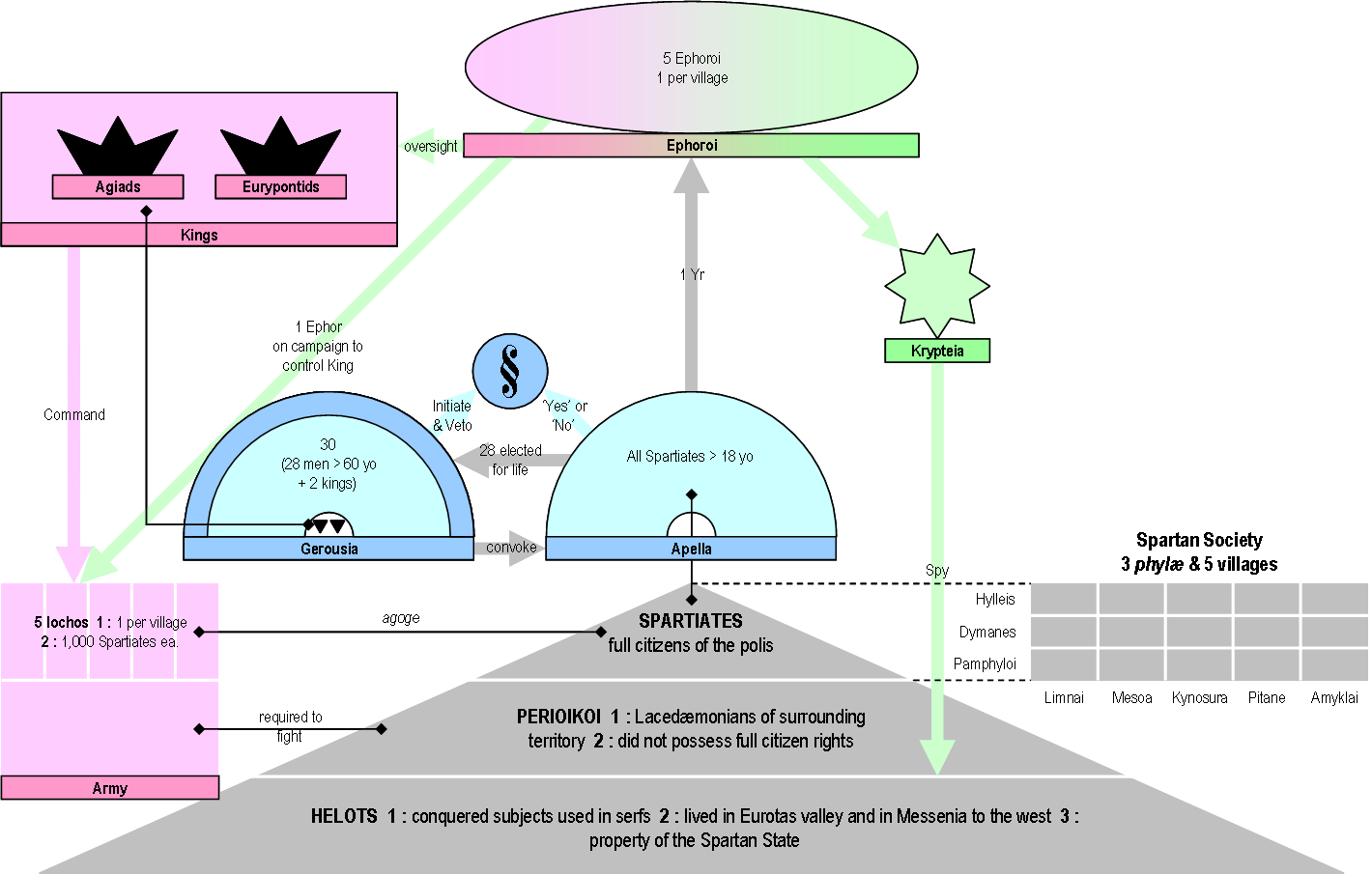
Organización política y clasificación social en Esparta

El sistema político espartano, así como el educativo, se atribuyen al mítico Licurgo en el siglo VII a. C. (aunque Plutarco lo sitúa entre el IX y el VIII a. C.). Era este tío y regente del rey Leónidas I de Esparta. Habiendo consultado en Delfos a la Pitia, fue llamado por ella «dios más que hombre» y recibió un oráculo aprobatorio para la futura constitución de la ciudad, la "Gran Retra", al parecer muy inspirada en la legislación cretense. La Gran Retra fue probablemente no escrita y debió elaborarse durante las guerras mesenias, que provocaron la crisis de la aristocracia y de la ciudad entera. A fin de garantizar su subsistencia, se instituyó la “eunomia” o ley justa, con el propósito de eliminar privilegios y descontentos. Pero, a diferencia de Atenas, la eunomia espartana era sinónimo de una enorme disciplina. Todos los miembros de la ciudad hubieron de hacer sacrificios: la corona, la aristocracia y el pueblo. El sistema de Licurgo busca una simbiosis en la que coexisten los diversos sistemas políticos conocidos en el ámbito griego: la diarquía (donde hay dos reyes), la oligarquía (se establece una “gerusía” o consejo de ancianos), la tiranía (con el consejo de gobierno de los “éforos”) y la democracia (hay una asamblea popular).

### La economía

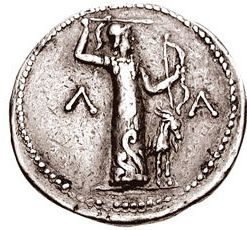
Tetradracma en plata de Artemisa, data del período 235 al 222 a. C., de un lado y del otro las iniciales "A", de la diosa, y "Λ" (L), de Lacedemón.

El modelo económico se basaba en una ideología antieconómica particularmente fuerte. En teoría, los Homoioi tenían prohibido ejercer una actividad productiva, el dominio exclusivo pertenecía a los periecos e ilotas. Aunque hay evidencias de escultores espartanos, y los espartanos eran ciertamente poetas, magistrados, embajadores y gobernadores, así como soldados. Los ilotas responsables de explotar los kleros (terreno) de los homoioi, a los cuales pagaban un alquiler (apophora) y a cambio obtenían la mitad del rendimiento. De la otra mitad, se esperaba que el espartiata pagara las tasas de sus sisitias y abonara la agogé de sus hijos. Sin embargo, no sabemos nada acerca de si la tierra podría ser comprada y vendida, si podría ser heredada; de ser así por qué sistema (primogenitura o dividido equitativamente entre herederos), si las hijas recibían dotes y mucho más. Al igual que los griegos en general, los periecos se dedicaban principalmente a la agricultura y probablemente también a la artesanía y el comercio.
La exhibición llamativa de la riqueza parece haberse desalentado, aunque esto no impidió la producción de obras de arte de bronce, madera y marfil muy finas y bellamente decoradas, y la producción de joyas. La arqueología ha dado a luz muchos ejemplos de todos estos objetos, algunos de los cuales son exquisitos.
Supuestamente en conexión con las reformas de Licurgo (por ejemplo, a mediados del siglo VIII a. C.,), la propiedad se había dividido en 9000 partes iguales como parte de una reforma agraria masiva. Cada ciudadano recibió una finca, un kleros, y de allí en adelante se esperaba que obtuviera su riqueza de estos. Resulta evidente que la crisis del siglo VII a. C. no podía ser resuelta más que mediante la creación de un ejército de hoplitas que sucediera a los guerreros a caballo o en carros. Y es la aparición de la clase de ciudadanos que lo forman, mediante la absorción de la aristocracia terrateniente por la masa popular, lo que da lugar a la eunomia (‘buena ley’). Dicha absorción se llevará hasta el extremo, para crear la igualdad total. Los aristócratas renunciaron totalmente a sus privilegios: en el siglo VI a. C., la ciudadanía de Esparta contaba con 7000 a 8000 homoioi (‘iguales’). La aristocracia terrateniente renunció a sus propiedades para ponerlas en común. Cada cual recibía un lote (klerós, ‘lote heredado’) equivalente e inalienable: no se podía vender ni hipotecar. Su cultivo se encomendaba a los siervos del Estado (los ilotas), que entregaban las rentas en especie al propietario para que sostuviera a su familia, pero sin que se pudiera enriquecer. Los ciudadanos tienen, como se ha dicho, prohibido el comercio, por lo que estaban plenamente disponibles para la guerra, única actividad verdaderamente cívica y en la que se centraba el proceso educativo, igual para todos. La igualdad, por último, se extendía al ámbito político, puesto que todos participaban en la Apella.
En teoría, el dinero estaba prohibido por una triple serie de medidas. En primer lugar, se vuelve inútil, las comidas se hacían en común; las artes lujosas y frívolas estaban prohibidas. La mayoría de los intercambios eran, por lo tanto, no monetarios, de manera que el dinero tenía escasa utilidad: las monedas de oro y plata estaban prohibidas; solo había una moneda de hierro (nomisma) de muy bajo valor en comparación con su peso, puesto que con una carretilla se podía transportar la suma más bien modesta de diez minas (cien dracmas), y que no estaba en curso fuera de la ciudad. Finalmente, se supone que las riquezas debían despreciarse.
De hecho, la mayoría de los historiadores coinciden en que la Esparta arcaica no tenía una ley que prohibiera el dinero. Varios testimonios también atestiguan que los lacedemonios usaron en la época clásica monedas acuñadas.
A raíz de la guerra del Peloponeso, la ciudad discutió sobre la oportunidad de emitir monedas de plata. Finalmente decidió mantener su moneda de hierro para intercambios privados, y reservar el uso de metales preciosos para los negocios del Estado. Se unió al resto de la Grecia Antigua a principios del siglo III a. C., pero no fue hasta los años 260 o 250 a. C. que Esparta comenzó a acuñar sus propias monedas. Desde el reinado de Areo I, al igual que los monarcas helenísticos, emitió monedas con su efigie y su nombre.
A pesar del igualitarismo de la reforma de Licurgo, la riqueza se distribuía muy desigualmente entre los espartanos. Heródoto menciona a unos espartiatas "«de noble familia y preeminente posición económica». En el siglo IV a. C., Aristóteles señala que algunos poseen gran riqueza, mientras que otros casi no tienen nada, y la tierra se concentra en manos de unos pocos. Si vamos a creer a Plutarco, solo cien personas poseían tierras en el siglo III a. C.

### La asamblea (Apella)
Es la reunión de todos los iguales en plenitud de todos sus derechos, convocados en fechas fijas, posiblemente una vez al mes. Corresponde a la apella (asamblea) aprobar o no las propuestas de los éforos (aunque sin debatirlas, pues parece que solo un pequeño grupo de ciudadanos tenía derecho a tomar la palabra), ya sea por aclamación o, más raramente, por desplazamiento de los votantes. También la gerusía le somete sus proyectos, aunque el voto de la asamblea no es vinculante y los ancianos pueden considerar que el pueblo se ha equivocado. Por último, correspondía a la asamblea elegir a los reyes, éforos y a los gerontes por un sistema que Aristóteles consideraba pueril: unos cuantos magistrados, desde un lugar cerrado, medían la intensidad de las aclamaciones que recibía cada candidato.
En realidad, el funcionamiento de la asamblea en Esparta nos es poco conocido: se ignora, por ejemplo, si estaba permitido que cualquier ciudadano tomara la palabra para proponer una ley o enmienda, o si en definitiva la única misión de la asamblea era elegir a éforos y gerontes. En opinión de Aristóteles, la asamblea tenía un poder tan limitado que ni siquiera la menciona como elemento democrático dentro del régimen político espartano.

### Los reyes
Al menos desde la reforma de Licurgo, en el siglo VIII a. C., Esparta cuenta con dos reyes, uno perteneciente a la dinastía de los Agíadas y el otro a la de los Euripóntidas, enraizadas ambas —según la leyenda— en dos gemelos descendientes de Heracles. Los miembros de ambas familias no podían contraer matrimonio entre sí y sus tumbas se hallaban en lugares distintos. Ambos reyes tenían igual rango.
El poder real se transmitía al más próximo descendiente del más próximo ostentador del poder más cercano a la realeza, es decir, que el hijo pasa por delante del hermano, y que aun existiendo el derecho de primogenitura, el hijo nacido cuando el padre es ya rey tiene prioridad sobre aquellos nacidos antes de su advenimiento al trono. En cualquier caso, parece que los espartanos interpretaban con flexibilidad estas normas sucesorias.
Los poderes de los reyes eran esencialmente militares y religiosos. Al principio, los monarcas podían hacer la guerra al país que desearan, y sus decisiones eran colegiadas. A partir del 506 a. C., fecha del famoso “divorcio de Eleusis”, los reyes harán sus campañas por separado. En el siglo V a. C. parece que es ya la asamblea la que vota la guerra y los éforos quienes deciden sobre la movilización. El rey, quienquiera que fuese, es siempre el “hegemón” o comandante en jefe durante las campañas militares; tiene autoridad sobre los demás generales, puede acordar treguas y combate en primera línea en el ala derecha, protegido por su guardia de honor de trescientos hombres, los “Hippeis”.

### La gerusía
La gerusía o consejo de ancianos estaba constituida por los dos reyes y por otros veintiocho hombres mayores de sesenta años, elegidos por aclamación de la asamblea tras presentar su candidatura. Elegidos por su sensatez y capacidad militar, la mayoría de los gerontes pertenecían a las grandes familias de Esparta, pese a que, en teoría, cualquier ciudadano, aun sin fortuna o rango elevado, podía presentarse al cargo.
El papel político de la gerusía era de gran importancia y no rendía cuentas a nadie. Parece que a ella le correspondía el monopolio de la propuesta y elaboración de nuevas leyes, estaba encargada de gestionar todos los asuntos de política interna y tenía competencia para juzgar a los reyes. También poseía, en la práctica, el derecho de veto sobre las decisiones de la asamblea, aunque hasta el siglo III a. C. no se conoce ningún caso en el que lo hiciera efectivo. Los ancianos constituían también una especie de tribunal supremo que juzgaba los delitos y podía imponer la pena de muerte o la pérdida de los derechos cívicos. Reunidos con los éforos, incluso tenían la potestad de juzgar a los reyes.

### Los éforos

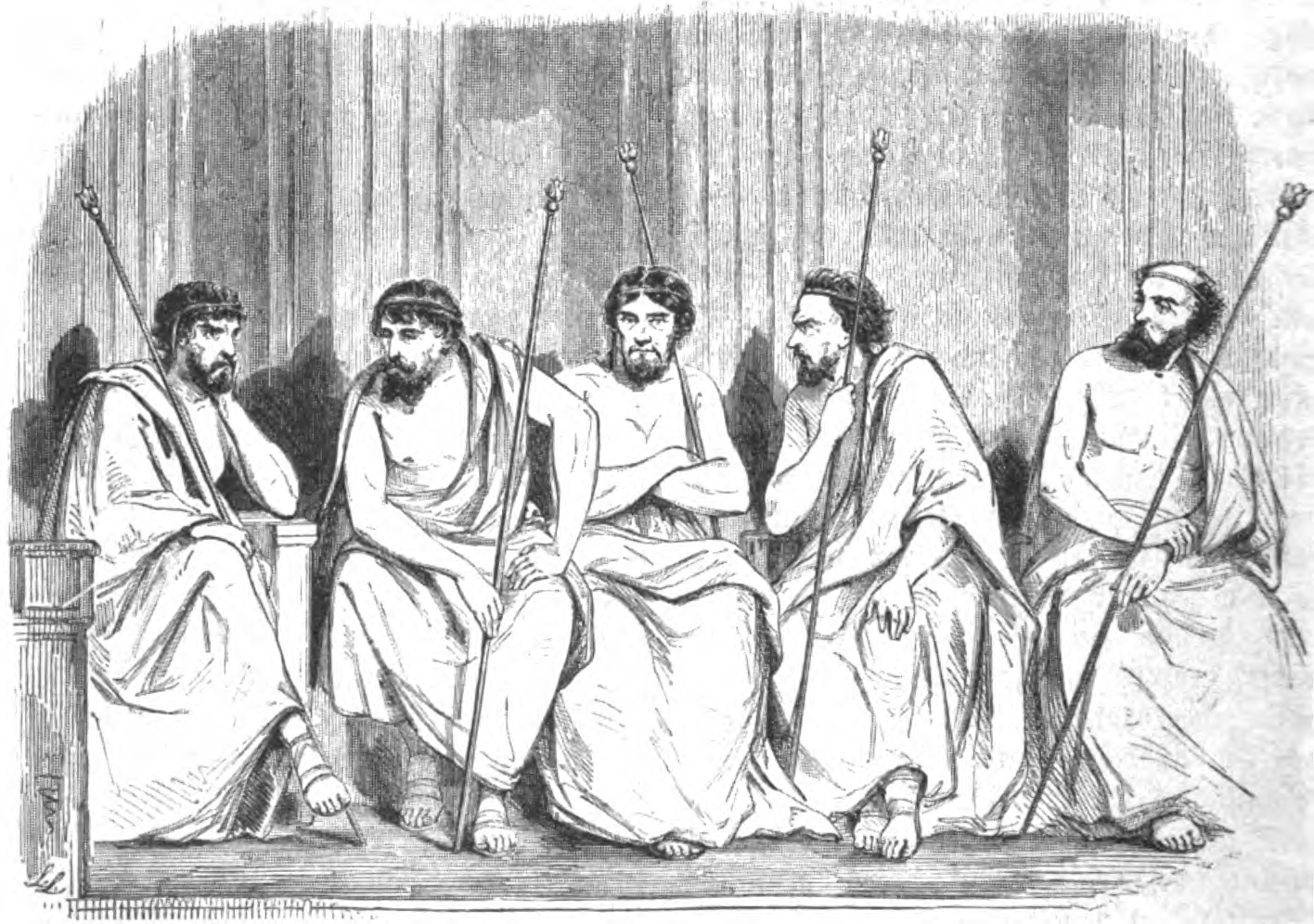
Éforos de Esparta

Los éforos (“supervisores”), preexistentes a la reforma de Licurgo, formaban un colegio de cinco magistrados elegidos por la asamblea para un mandato anual. Su rango era similar al de los reyes, de los que constituían un auténtico contrapoder. No eran reelegibles y, al término de su mandato, debían rendir cuentas si así lo exigían sus sucesores. En este caso podían ser condenados incluso a la pena de muerte.
El colegio de los éforos fue lo más parecido a un poder ejecutivo moderno que llegó a conocer la antigua Grecia. Como su nombre indica, estaban encargados de supervisar a los reyes y al resto de los habitantes de la ciudad, y su autoridad llegaba incluso al mismo aspecto físico de las personas. Como su nombre indica- derivado del verbo oraô, 'vigilar'-, están encargados de vigilar a los reyes y los habitantes de la ciudad, y en particular para asegurarse del respeto de las tradiciones, imponían sanciones y penas de prisión (incluso a los mismos reyes) y podían ordenar ejecuciones (a veces extrajudiciales, como las de los ilotas durante la krypteia). También se hacían cargo de los asuntos exteriores, ejecutando las decisiones de la asamblea (presidida por ellos), ordenando movilizaciones y tomando cualquier decisión urgente que fuera necesaria. Uno de los éforos era el “epónimo”, es decir, daba su nombre al año, aunque se desconoce la forma en que se le escogía. Los nombres de los otros aparecían detrás en los documentos oficiales, por orden alfabético. Susceptibles de ser elegidos entre ciudadanos de extracción modesta, eran un elemento de igualitarismo en la sociedad espartana.
El poder de los éforos fue tan amplio que Aristóteles lo equipara al de los tiranos. En realidad, su función teórica era la de representar al pueblo y, de hecho, Cicerón les compara en La República a los tribunos de la plebe. Todos los meses, los reyes juraban respetar las leyes, mientras que los éforos juraban defender el poder real pero a su vez lideraban a las polis.

## Religión

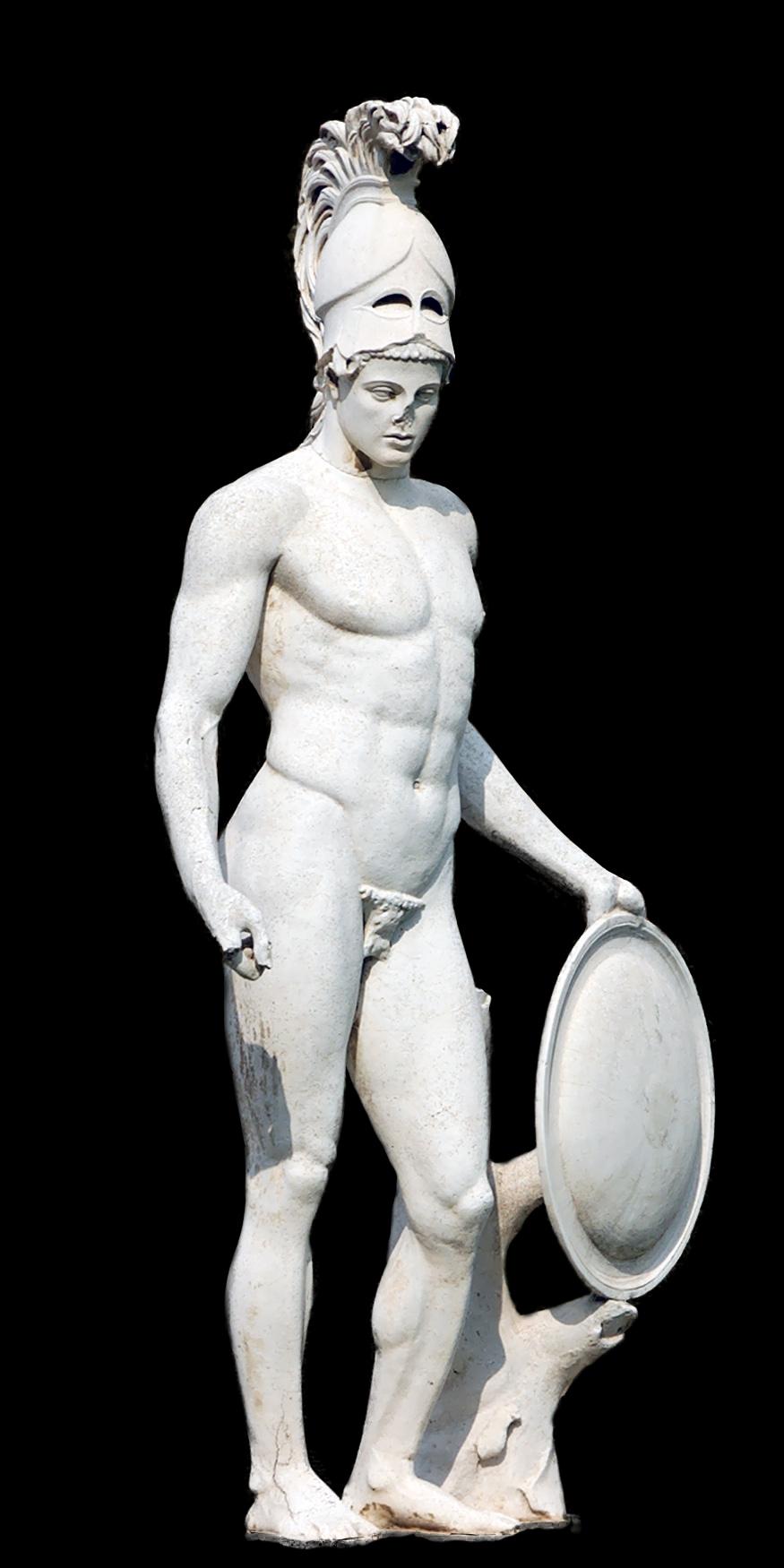
Ares, uno de sus principales dioses.

Como en toda Grecia, la religión en Esparta era el politeísmo: la creencia en múltiples dioses (hoy llamado dodecateísmo) ocupaba un lugar más importante que en otras partes de la Hélade. Así lo atestigua el gran número de templos y santuarios: 43 templos de divinidades (hiéron), 22 templos de héroes (hêrôon), no menos de quince estatuas de dioses y cuatro altares, a lo que hay que añadir numerosos monumentos funerarios urbanos, ya que en Esparta se enterraba a los muertos dentro de su perímetro. Se afirma que en el centro de la ciudad había un gran monumento consagrado a Ares, una de sus principales deidades.

### Cultos y divinidades

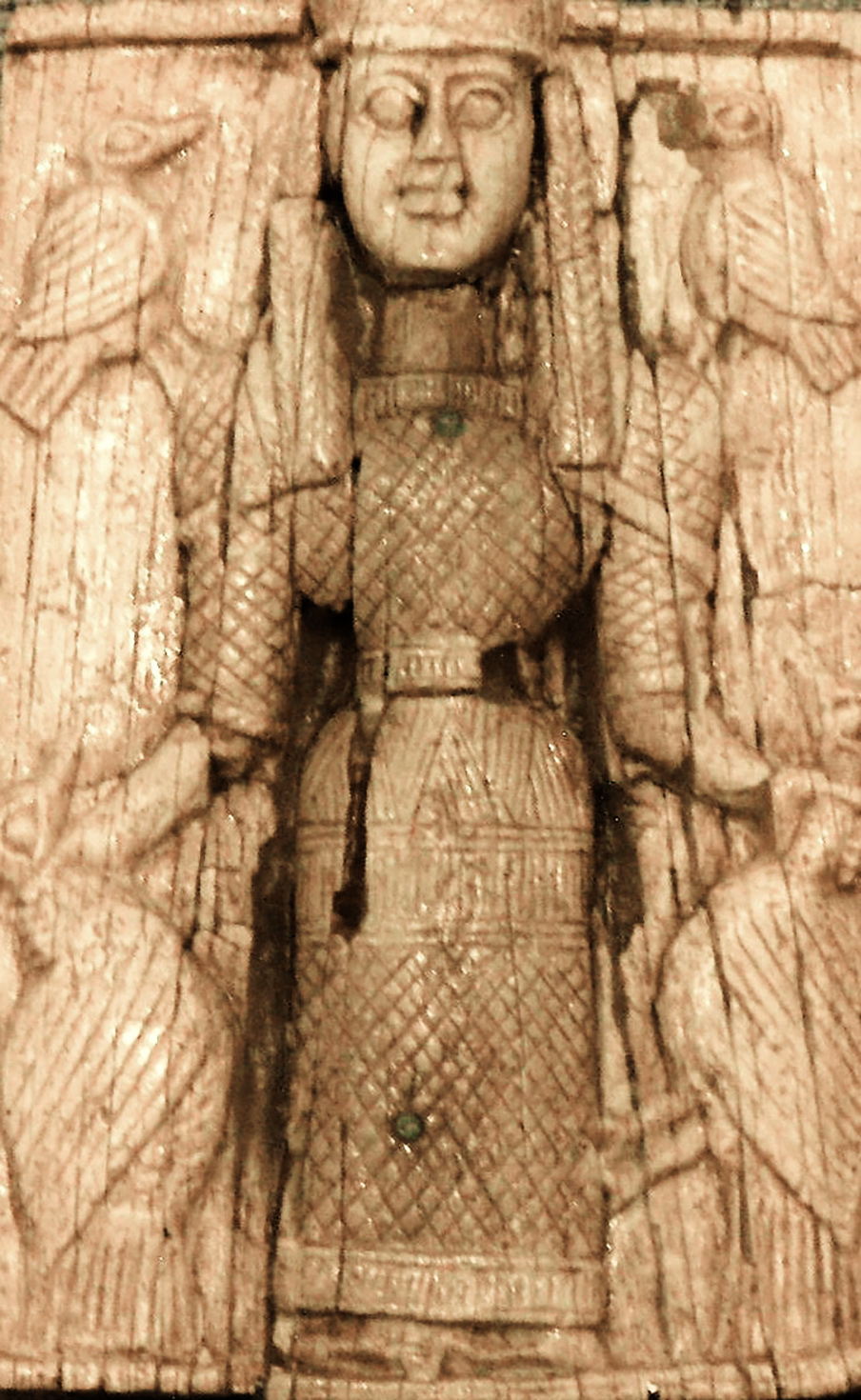
Artemisa Ortia representada como «dueña de los animales», exvoto de marfil depositado en su santuario, Museo Arqueológico Nacional de Atenas.

Las divinidades femeninas tenían un papel más importante que en otras partes: de los 50 templos mencionados por Pausanias, 34 están dedicados a las diosas. Atenea, bajo una gran cantidad de epiclesis, era la más honrada de todas. Apolo tenía pocos templos, pero su importancia era crucial: desempeña un papel en todos los principales festivales espartanos, y el monumento religioso más importante de Laconia es el trono de Apolo en Amiclas.
Otro rasgo peculiar es el culto dispensado a los héroes de la guerra de Troya. Según Anaxágoras, Aquiles es «honrado como un dios»  y tenía dos santuarios. Del mismo modo, se veneraba a Agamenón, Casandra (con el nombre de Alexandra), Clitemnestra, Menelao y Helena.
Esparta también rendía culto a Cástor y Pólux, los Dioscuros, hijos gemelos de Zeus. Píndaro los convierte en los «administradores de Esparta»  y la tradición hace de la ciudad su lugar de nacimiento. Su dualidad es una reminiscencia de los reyes. Se les atribuía una serie de milagros, especialmente en defensa de los ejércitos espartanos (iban en campaña junto a los reyes, representados por ánforas gemelas).
Finalmente, Heracles era también una especie de héroe nacional. Se dice que ayudó a Tíndaro a recuperar el trono. Fue quien construyó el templo de Asclepio de la ciudad. Los doce trabajos estaban ampliamente representados en la iconografía espartana. Típicamente, era la divinidad de los jóvenes.

### Festividades cívicas
La festividad religiosa de las Carneas (en griego antiguo τὰ Καρνεῖα; en griego moderno τα Κάρνεια) fue una de las fiestas religiosas más importantes de la antigua Esparta y de muchas otras ciudades dorias, celebradas en honor de Apolo Carneo, al que se rendía culto en varias partes del Peloponeso. Había nueve festividades principales en el calendario espartano, de entre los cuales las más importantes eran las Carneas y las Gimnopedias.

#### Gimnopedias

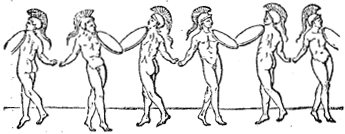

Las Gimnopedias eran festividades religiosas y ejercicios de resistencia para los jóvenes espartanos. Las Gimnopedias (en griego antiguo: Γυμνοπαιδία, Gumnopaidía, literalmente ‘la fiesta de los niños desnudos’) eran festividades religiosas celebradas en Esparta, en julio-agosto, en honor de Leto y de sus hijos, Apolo Pitio y Artemisa.
Consistían esencialmente en bailes y ejercicios ejecutados por los jóvenes espartanos, alrededor de estatuas que representaban a los dioses en cuestión, situadas en un lugar del ágora llamado el χορός, khorós. Coros de adolescentes, de efebos y de jóvenes adultos que se enfrentaban en bailes que imitaban los ejercicios de la palestra, enteramente desnudos, delante de los otros lacedemonios, los extranjeros y los ilotas. Los solteros mayores de 30 años eran en cambio excluidos de la asistencia.
El espartano Megilo, en Las Leyes (Platón, I, 633), las llama un «temible endurecimiento (...), de temibles ejercicios de resistencia que hay que soportar con la violencia de la canícula».

#### Carneas

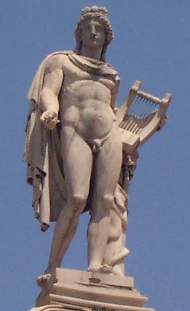
El dios Apolo, a quien los espartanos consagraban las fiestas Carneas y las Gimnopedias (esta última celebrada con Artemisa).

Carneo deriva de kárnos próbaton (ganado), en referencia quizá al que se sacrificaba en las fiestas Carneas.
Los espartanos tenían la estricta obligación de celebrar las fiestas Carneas, que tenían lugar entre el día 7 y el 15 del mes Carneo (parte de agosto y parte de septiembre). Su duración era de nueve días. A ellas se entregaban los espartanos con gran entusiasmo, por encima de cualquier otra actividad, y todos los ciudadanos varones debían ser purificados.
Además, durante las fiestas tenían lugar competiciones musicales (la tradición remontaba a la XXVI Olimpíada, año 676-673 a. C.), representaciones teatrales, danzas de jóvenes, el sacrificio de un carnero y una comida comunitaria.
Una barca portando la estatua de Apolo Carneo, adornado con guirnaldas, era llevada por toda la ciudad en recuerdo del barco en el que los Heráclidas pasaron de Naupacto al Peloponeso, por el golfo de Corinto. La mitología cuenta que Apolo los castigó enviándoles la peste, que sólo cesó después de la institución de las Carneas. Según Pausanias las Carneas buscaban aplacar la ira del dios y restaurar la comunión entre este y el pueblo espartano.
El sacerdote que llevaba a cabo los sacrificios era conocido como el Agetes (griego antiguo Ἀγητής, Agêtês,), de ahí que la fiesta también recibiera, en ocasiones, el nombre de Agetorias o Agetoreion.
El último día de las Carneas coincidía con la luna llena, y antes de que terminasen estas fiestas el ejército no podía abandonar el territorio espartano. Los gobernantes tenían prohibido llevar a cabo ninguna campaña militar, declarar la guerra y cualquier acción diplomática; era de, hecho, una tregua sagrada.
Las fuentes disponibles sobre las Carneas son principalmente los gramáticos Hesiquio de Alejandría y Ateneo.

#### Ergatia
Se llamaba Ergatia a una fiesta religiosa celebrada en Lacedemonia, en honor de Heracles y de los trabajos de este héroe.

## Expansión, imperialismo y caída
En el siglo VI a. C., Esparta se había interesado por el Asia Menor, entre otras cosas suscribiendo una alianza con Creso, rey de Lidia. Al comienzo del reinado de Cleómenes I, sin embargo, se mostraría más aislacionista, rechazando apoyar la revuelta de las ciudades de Jonia contra los medos (persas) en 499 a. C. para centrarse en consolidar su propio imperio del Peloponeso. 

### Guerras médicas, 490 a.C.
Cuando Cleómenes logró desembarazarse de Demarato en 491 a. C., las cosas cambiarían. Los espartanos arrojaron a un pozo a los emisarios de Darío I, llegados para reclamar la tierra y el agua, acto simbólico de aceptación de la hegemonía universal de los aqueménidas, y despacharon refuerzos a los atenienses, que llegaron a Maratón demasiado tarde para participar en la gran victoria de Atenas.

#### Batalla de las Termópilas, 480 a.C.

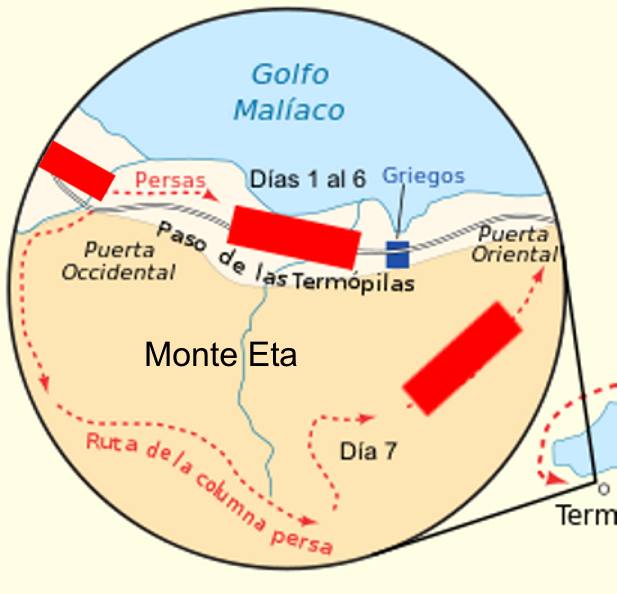
Batalla de las Termópilas. Esparta frenó el avance en un paso angosto de 10-20 metros. En azul, la guarnición espartana, en rojo las fuerzas persas.

En el año 481 a. C., Jerjes I reclamó de nuevo la tierra y el agua a todas las ciudades griegas. Esparta fue a la que se le confió encabezar la Liga Helénica, incluyendo la flota, a la que se sumaba la gran flota que poseía Atenas, para así detener el abastecimiento de los persas por mar. Persia entró por el Helesponto con 250 000 hombres al menos para ocupar la Hélade, aunque los griegos estimaban que eran un millón, dato a tener en cuenta, dado que una vez que Persia llegó hasta Corinto, Jerjes ordenó la retirada del grueso de sus tropas (no pudo haber dejado nunca tan pocos hombres para terminar su invasión). La estrategia fue detener la invasión por dos vías, Atenas se ocuparía por mar de la flota persa, y Esparta se encargaría de la vía terrestre, esperándolos en el muy estrecho paso de las Termópilas. Al mando de su rey Leónidas I, Esparta envió un pequeño número de soldados, 300 espartiatas (llevando refuerzos de algunos espartanos más e ilotas, una suma total de 7000 soldados aliados, que en su mayoría no llegaron a luchar en este desfiladero). El paso donde los espartanos plantaron batalla era muy angosto, de unos 10 a 20 metros, donde los persas no podrían desplegar sus fuerzas. Mantener la posición en ese estrecho desfiladero era importante, ya que era el paso directo al territorio griego. Enfrentados los ejércitos, los persas propusieron a los espartanos que se rindieran y entregaran sus armas. A lo que repusieron con la ya popular frase: ΜΟΛΩΝ ΛΑΒΕ («ven a buscarlas»). Defendieron valerosamente el desfiladero de las Termópilas durante una semana, retrasando en forma notable el avance de los persas, lo que permitió al resto de las ciudades griegas la evacuación. Hasta ese momento solo habían sido intentos frustrados de los persas frente a una muralla impenetrable de lanzas y escudos espartanos, que en aquellos momentos de la batalla habían realizado una masacre, sufriendo muy pocas bajas. La batalla se vio interrumpida por una misteriosa lluvia torrencial (nada común siendo agosto), que detendría los ataques. Al final del sexto día, Leónidas ordenó la retirada de todos los aliados griegos, quedando solamente los 300 soldados espartiatas en la posición. Los persas hallaron un paso alternativo por detrás de la montaña, donde Leónidas encomendó que los soldados focidios se mantuvieran allí, pero terminaron por superar la defensa y pasaron al otro lado, rodeando a los espartanos de frente y por detrás. Según relatos históricos, pese a la gran superioridad numérica de los persas, no estaba siendo fácil hacerse con el paso, por lo que Jerjes ordenó a sus arqueros «oscurecer el cielo con flechas», muriendo así sus propios soldados, y la guarnición espartana fue finalmente aniquilada. Según los cálculos actuales, los persas tuvieron entre 25 000 y 40 000 bajas, casi una cuarta parte de sus efectivos. Ya con el paso liberado, el ejército aqueménida se abalanzó sobre el territorio griego, quedando Atenas, ya evacuada, a su merced. La flota de los aliados griegos ocasionó severas bajas a la persa, pero no la alcanzó, por lo que se replegó hacia el sur, en Salamina. En contrapartida, la total victoria naval de Salamina fue obra de los atenienses, al mando de Temístocles, con el apoyo secundario de la flota espartana, a las órdenes de Euribíades, quien propuso replegarse y plantar nuevamente otra barra defensiva en el istmo de Corinto, de un ancho de 8 km. El imperio aqueménida destruyó Atenas y el Oráculo de Delfos. Prácticamente toda Grecia estaba invadida, a excepción de Corinto y Mesenia (región que dominaba Esparta). Precisamente en el paso más angosto de Corinto (mapa) es donde los aliados griegos se apostaron. Defendieron allí la posición durante un año, hasta que triunfaron en la Batalla de Platea.

#### Batalla de Platea, 479a.C.

Atenas (ya evacuada) y Esparta, junto con las polis griegas aliadas, frenaron la invasión persa en el istmo de Corinto, de unos 8 km de ancho. Grecia casi desaparece. Por primera vez atenienses y espartanos se aliaban.

Toda Grecia estaba arrinconada en la última porción de su territorio, Mesenia. Los aliados griegos y todas las fuerzas de la Hélade estaban apostadas en el istmo de Corinto, un terreno estratégicamente angosto para no librar batalla a campo abierto, habida cuenta de que volvían a estar en inferioridad numérica. Las ciudades históricamente enfrentadas, Esparta y Atenas, continuaban siendo aliadas. Tras arrasar con Atenas y demás ciudades, Jerjes ordenó la retirada del grueso de sus tropas para evitar pérdidas económicas. Tras numerosas ofertas de paz por parte de los persas, se libró finalmente en el 479 a. C. la batalla de Platea, con la victoria griega, bajo el mando de los generales Pausanias y Leotíquidas II. Ya terminada la guerra, los persas supervivientes fueron tomados como esclavos, y gran parte de la Hélade quedó destruida. Con el restablecimiento de la paz, Esparta propuso abandonar a su suerte las ciudades jonias, demasiado lejanas, pero tropezó con la oposición de Atenas, lo mismo que en su sugerencia de expulsar de la anfictionía de Delfos a las ciudades culpables de medismo o alianza con los persas: es decir, las de Tesalia.

### Guerra del Peloponeso, 457 a.C.
Apenas terminadas las guerras médicas, Esparta se inquietó por el creciente poderío de una Atenas enardecida por sus victorias contra los persas. Presionada por Egina y Corinto, Esparta prohibió a Atenas reconstruir sus murallas, destruidas por los persas. Esto no impidió que Atenas abandonara la Liga Helénica para fundar la Liga de Delos. Esparta no llegó a desencadenar una guerra y las relaciones se mantuvieron estables hasta 462 a. C., año en el que desdeñó y envió de vuelta a un contingente ateniense dirigido por Cimón, que había acudido a socorrerla en plena revuelta de los ilotas (véase La rebelión del monte Itome). Esto supuso la ruptura, sellada con la condena al ostracismo del espartófilo Cimón por sus compatriotas de Atenas.
Las hostilidades propiamente dichas comenzaron en el 457 a. C., a requerimientos de Corinto. En la Batalla de Tanagra, fue la primera vez en que se enfrentaron los ejércitos ateniense y espartano. Tras una serie de victorias y derrotas por ambos bandos, se alcanzó una paz inestable que duraría cinco años. En 446 a. C., las revueltas de Mégara (véase Decreto de Mégara) y Eubea reavivaron el conflicto. Esparta, a la cabeza de las ciudades coaligadas, arrasó el Ática. El propio rey espartano Plistoanacte fue acusado de corrupción por no haber proseguido la ofensiva y condenado al exilio. En 433 a. C., por último, el asunto de Córcira dio lugar al estallido de la guerra del Peloponeso.

Guerra del Peloponeso

La guerra se prolongaba demasiado. Pericles decidió abandonar el Ática al pillaje sistemático de los espartanos, acogiendo a la población dentro de los Muros Largos que unían Atenas con su puerto, El Pireo. En el 425 a. C. se produjo la humillante derrota de Esfacteria, donde 120 Iguales (ver más abajo), pertenecientes en su mayor parte a las grandes familias de Esparta, fueron capturados en un islote. La ciudad tendría que rendir la flota para recuperar a sus hoplitas. El golpe fue traumático: era la primera vez que se veía a los Iguales rendirse en vez de combatir hasta la muerte. En el año 421 se firmó con el estratego ateniense Nicias una paz largo tiempo anhelada (Paz de Nicias).
Pese a todo, las tensiones prosiguieron. Esparta y Atenas chocaron nuevamente en el 418 a. C. por una disputa territorial en Mantinea. Atenas decidió que Esparta había roto los tratados, y la guerra recomenzó en 415 a. C. Los atenienses organizaron una expedición contra Sicilia que concluyó en desastre, ya que la mayoría de los barcos terminaron destruidos. La revuelta de las ciudades jonias de la Liga de Delos permitió a Esparta imponerse en el campo de batalla. En el 404 a. C., una Atenas sitiada terminó por capitular.
Esparta obligó a Atenas a acortar los Muros Largos en diez estadios (algo menos de dos kilómetros) por cada extremo y a unirse a la Liga del Peloponeso. Los espartanos, sin embargo, titubeaban respecto al sistema de gobierno que impondrían a la ciudad. Todo el mundo estaba de acuerdo en la necesidad de poner fin a la democracia ateniense, pero se dudaba entre una oligarquía radical bajo tutela espartana y otra más moderada, sin guarnición espartana para sostenerla. El general Lisandro, gran artífice de la victoria contra Atenas, impuso el gobierno de los Treinta Tiranos, de corta duración, aunque agobiante para los atenienses por los altísimos impuestos que estaban obligados a pagar. Al mismo tiempo, Pausanias permitió el derrocamiento y la huida de los Treinta y de sus partidarios, y apoyó en cambio a los oligarcas moderados que se habían quedado en Atenas. Al regresar a Esparta, Pausanias sería juzgado y, ocho años después de haber sido absuelto, se vería condenado cuando Atenas volviera a tomar las armas contra Esparta.

### El imperialismo espartano delsigloIVa.C.
Esparta se había lanzado a la guerra del Peloponeso bajo la bandera de la libertad y de la autonomía de las ciudades, amenazadas por el imperialismo ateniense. Pero, tras haber vencido, haría otro tanto: impuso tributos, gobernantes títeres e incluso guarniciones. A partir del 413 a. C., Tucídides la describía como la potencia que “ejerce sola desde ahora la hegemonía sobre toda Grecia”.
Esparta cambió en consecuencia de política ante Persia, haciéndose la portavoz del panhelenismo. En primer lugar, se produjo la expedición de los Diez Mil narrada por Jenofonte en la Anábasis, derrotada en el 401 a. C. En el 396 a. C., el diarca Agesilao II fue enviado a derrocar a Tisafernes, sátrapa de Caria, y proteger a las ciudades griegas.

#### Guerra de Corinto, 395 a.C.

Plano de las partes en conflicto:
Esparta y la Liga del Peloponeso
Atenas y la Liga de Delos

Los sueños imperiales de Agesilao terminaron rápidamente, porque se le convocó de vuelta a causa de los acontecimientos en Grecia: Atenas, Tebas, Argos y otras ciudades se habían rebelado contra Esparta. Era el inicio de la guerra de Corinto. La coalición fue derrotada por Esparta en Coronea y Nemea (394 a. C.), pero Esparta perdió la hegemonía marítima que tenía por entonces. Entre tanto, los persas se lanzaron a una contraofensiva, y Atenas reconstruyó sus Largos Muros. Bajo la amenaza, Esparta terminó por firmar la paz de Antálcidas, tanto con los griegos como con los persas (386 a. C.).
Esta paz, protegida por el Gran Rey persa, permitía en realidad a Esparta continuar su política imperialista con la excusa de proteger la autonomía de las ciudades más pequeñas. Esparta obligó a Argos a conceder a Corinto su independencia, e incluso a Olinto a respetar la autonomía de sus ciudades de la Calcídica. En el 378 a. C., sin embargo, el conflicto volvió a aparecer tras una razia espartana contra El Pireo. Concluyó con la paz entre Atenas y Esparta (371 a. C.), preocupadas ambas por los avances de Tebas.

#### Batalla de Leuctra, 371 a.C.
Esparta lanzó de inmediato un ataque contra la ciudad beocia que terminó en el desastre de Leuctra. El general tebano Epaminondas destrozó el ejército espartano comandado por Cleómbroto I y organizó una poderosa ofensiva contra Esparta. Ésta se vería obligada a reclutar a numerosos ilotas a fin de proteger la ciudad. Fue el final de la hegemonía espartana.

### Declive del poder espartano
En el siglo V a. C., los espartanos propiamente dichos, los “Iguales”, representan una pequeña parte de la población global de la ciudad. En el 480 a. C., el rey Demarato estima el número de hoplitas movilizables en algo menos de 8000 (Heródoto, VII, 234). Esta cantidad caerá a lo largo del siglo V a. C., principalmente a causa del terremoto del 464 a. C. que, según Plutarco (Cimón, 16, 4-5) destruyó el gimnasio, matando a toda la efebía de Esparta, así como a la revuelta de los ilotas, que supuso diez años de guerrilla. Así, cuando se dio la batalla de Leuctra (371 a. C.), no había más que 1200 hoplitas movilizables, de los cuales 400 murieron durante el combate.
El número de los periecos era superior al de los Iguales. Se puede estimar que había unas cien aglomeraciones de periecos, pues dice Estrabón que Esparta era conocida como «la ciudad de las cien villas». Los ilotas (o siervos) pueden calcularse entre 150 000 y 200 000. De acuerdo con Tucídides, se trataba del grupo servil más numeroso de Grecia.
La hegemonía espartana fue clara entre 403 a. C. y 371 a. C. Tras la batalla de Leuctra, no solamente perdió Esparta dicha hegemonía, sino también la mayor parte de Mesenia y la Liga del Peloponeso, que quedó disuelta.

### Caída de Esparta, 222 a.C.

Derrotas en las batallas del

La irrupción de Macedonia en la arena política griega tampoco mejoraría las cosas. En el 330 a. C., el rey Agis III atacó a Antípatro, lugarteniente de Alejandro Magno, a la cabeza de una coalición peloponesa, pero fue vencido y muerto en la batalla de Megalópolis. Durante la Guerra Lamiaca (a la muerte de Alejandro, en el 323 a. C.), Esparta se hallaba demasiado débil para participar.
La debilidad de Esparta permitiría medrar a la Liga Aquea, mientras que las revoluciones de Agis IV y Cleómenes III minaban las instituciones de la ciudad. Este último se enfrentó con algún éxito a los aqueos, pero la intervención macedonia de Antígono III supondría la terrible derrota de Selasia, que condujo a la toma de Esparta en el año 222 a. C., que por primera vez en su historia, la ciudad se vio vencida puertas adentro. Esparta, que venía de recuperarse de una debilidad militar alarmante, perdió a casi todos sus hombres aptos para el ejército.

### Traición de Roma, 197 a.C.

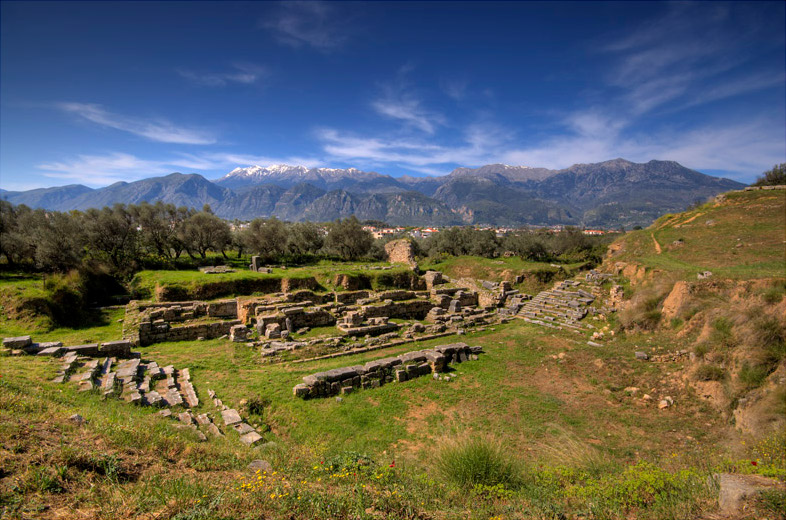
Ruinas del teatro de Esparta

Para recuperar su poder, Esparta se vio forzada a realizar alianzas estratégicas. En el 207 a. C. llegó al trono Nabis, que poco después se convertiría en tirano de Esparta y reiniciaría la guerra contra los aqueos. En el 205 a. C. Esparta se alió con Roma, modificando de raíz el equilibrio de fuerzas en la región. Los aqueos se apresuraron a firmar también tratados con Roma, enemistada por entonces con Macedonia. En el 197 a. C. Roma, en alianza con las demás ciudades griegas, se volvió contra Esparta, que se vio obligada a firmar la paz en el 195 a. C. Perdió con ello una parte importante de su territorio, el derecho a reclutar periecos, su puerto (en Gitión) y casi toda su flota.
En el 192 a. C. la Liga Aquea obligó a Esparta a ingresar en sus filas. Los espartanos se vieron forzados a derruir sus muros (los primeros de su historia, que Nabis había mandado edificar), libertar a los ilotas, abolir la “agogé” o educación específicamente espartana, etc. Se creó una situación de gran inestabilidad social que no se calmaría hasta el 180 a. C., cuando quedaron sin efecto las prohibiciones y regresaron los exiliados.
Las tensiones con la Liga Aquea, sin embargo, no habían terminado. En el 148 a. C. los aqueos atacaron y derrotaron a Esparta. Roma intervino, exigiendo que Esparta y Corinto quedaran separadas de la Acaya. Los aqueos, furiosos, retomaron las armas, pero fueron aplastados por Roma en el 146 a. C. Esparta se hallaba en teoría en el bando vencedor, pero en la práctica perdió sus ciudades periecas, que formaron por su cuenta la koinonía (alianza) de los Lacedemonios. Esparta no era ya más que una ciudad de segundo orden, autónoma pero aislada, muy lejos de su esplendor de antaño.

### Época romana
Durante la dominación romana, ya sin posibilidades militares, políticas y económicas, Esparta se concentró en la educación espartana. Ésta se endureció, atrayendo a los “turistas”, ávidos de ritos violentos y extraños: Esparta había pasado a ser un circo romano. De este modo, los combates rituales que tradicionalmente se habían disputado en el santuario de Artemisa Ortia, bajo la dominación romana pasaron a convertirse en la “dimastígosis”: los niños eran flagelados, en ocasiones hasta la muerte. Cicerón lo relata en las Tusculanas (II, 34): la multitud que acude al espectáculo es tan numerosa que se hace necesario construir un anfiteatro delante del templo para acogerla. Este espectáculo atraerá turistas hasta el siglo IV de nuestra era, como lo testimonia Libanio (Discursos, I, 23).

### Desaparición de Esparta
Esparta fue saqueada por los hérulos en el 267 d. C., y definitivamente arrasada por Alarico I, rey de los visigodos, en el 395 d. C. Los bizantinos edificarían luego la ciudad de Mistrá cerca de las ruinas de la antigua Esparta.

## Agricultura, alimentación y dieta
La agricultura de Esparta consistía principalmente en cebada, vino, queso e higos. Estos productos se cultivaban localmente por cada ciudadano espartano en su kleros y eran atendidos por ilotas. Los ciudadanos espartanos debían donar una cierta cantidad de lo que producían sus kleros a la sisitía o comedor. Estas donaciones a la sisitia eran una obligación para cada ciudadano espartano. Toda la comida donada se redistribuía para alimentar a la población espartana de esa sisitia. Era un plato típico tradicional espartano un caldo llamado sopa negra que tenía fama de ser sumamente incomestible. Los ilotas que cuidaban las tierras se alimentaban con una porción de lo que cosechaban.

## Economía
El modelo económico de Esparta se basaba en una ideología antieconómica particularmente fuerte. En teoría, estaba prohibido a los homoioi («Iguales») ejercer una actividad productiva, que constituía el dominio exclusivo de los periecos e ilotas. Estos últimos eran los responsables de explotar los cleros (terrenos) de los espartiatas, a los cuales pagan un alquiler (apophora). Al igual que los griegos en general, los periecos se dedican principalmente a la agricultura, y probablemente también a la artesanía y el comercio.
La mayoría de los historiadores coinciden en que durante la época arcaica Esparta no tenía una ley que prohibiera el dinero. Varios testimonios también atestiguan que los lacedemonios hicieron uso de moneda en la era clásica. A raíz de la guerra del Peloponeso, la ciudad se preguntó sobre la oportunidad de acuñarlas y emitirlas. Finalmente, decidió mantener su moneda de hierro para intercambios privados, y reservar el uso de metales preciosos para los negocios del Estado. Se unió a las filas del resto de Grecia a principios del siglo III a. C., desde el reinado de Areo I, que, al igual que los monarcas helenísticos, emitió monedas con su efigie y su nombre.
A pesar del igualitarismo de la reforma de Licurgo, la riqueza se distribuía muy desigualmente entre los espartanos. Heródoto menciona a individuos «de nacimiento distinguido y de los más ricos de la ciudad». En el siglo IV a. C., Aristóteles señala que algunos poseían una gran riqueza, mientras que otros casi no tenían nada, y que la tierra se concentraba en manos de unos pocos. Si lo que refiere Plutarco es creíble, solo cien personas poseían tierras en el siglo III a. C.

## Arqueología

### Redescubrimiento arqueológico
Uno de los primeros occidentales en visitar Esparta fue Ciriaco de Ancona, en 1436.
Se sabe que a principios de la década de 1620, Sir Thomas Roe, embajador de Carlos I en Constantinopla, empleó a varios agentes «arqueólogos» que viajaron por el Imperio otomano. Había estado a cargo de la creación de colecciones de antigüedades para diferentes clientes y competidores: el propio rey y dos de sus favoritos, Arundel y George Villiers. Uno de los agentes de Roe exploró las islas del Egeo, Atenas y Esparta. Compró muchas antigüedades y mármoles. Sin embargo, es imposible saber más. Su muerte en Patras antes de que pudiera enviar su cargamento a Roe le impide saber más sobre él.

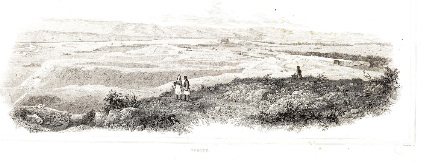
La llanura de Esparta en la época de la Expedición de Morea, por Abel Blouet.

La célebre Lacédémone ancienne et nouvelle, Où l'on voit les Mœurs, & les Coutûmes des Grecs Modernes, des Mahométans, & des Juifs du Pays… Par le Sieur de la Guilletière, publicado en París en 1676, un año después de la descripción desde Atenas por el mismo autor, de Guillet que afirmó utilizar los recuerdos de su hermano que había viajado por el Imperio otomano, era una falsificación (como la descripción de Atenas) concebida a partir de varias obras de eruditos que nunca salió de su despacho. Por el contrario, la descripción del comerciante británico Bernard Randolph, que data de 1687, es confiable. Estuvo allí. Pero estaba más interesado (como comerciante) en las realidades económicas que en las antigüedades. Nos dice que las llanuras de Esparta son «agradables, llenas de pequeños pueblos, olivos y moreras».
El abad Fourmont, enviado a Grecia por Luis XV, regresó con muchas inscripciones, gran parte de las cuales afirmó procedían de Esparta. Se demostró en 1791 que eran falsas, lo que llevó a cuestionar todo lo que Fourmont había informado. Su primera carta de Esparta está fechada el 20 de abril de 1730. El sitio estaba prácticamente vacío. Como la ciudad tenía pocos edificios en la antigüedad, no había casi nada a comienzos del siglo XVIII. Fue quizás por esta razón que Fourmont comenzó a compensar la ausencia por invenciones. En su carta, afirma haber contratado a unos treinta trabajadores, no pasar un día sin descubrir, a veces descubrir más de veinte inscripciones al día, tener listas completas de éforos, sacerdotes y sacerdotisas, gimnasiarcas, etc., y haber descubierto las tumbas de Lisandro y Agesilao II. Describe la ciudad como «una cantera de inscripciones en mármol [que él] explota descaradamente, derribando sus paredes y templos». Permaneció allí hasta junio de 1730.

### Excavaciones arqueológicas
A los viajeros, en su mayoría ingleses, que a principios del siglo XIX atravesaron los montes del Peloponeso para ir a Laconia, les decepcionó la visión de unas cuantas ruinas diseminadas. No obstante, de sus cuadernos de viaje nació la idea de realizar excavaciones sistemáticas.
En la segunda mitad del siglo XIX, comenzó la era de excavaciones en la región. El primero en emprender una campaña con bases científicas fue el griego Ch. Tsountas, en diversos yacimientos de Laconia, durante los dos últimos decenios de dicho siglo. Identificó el Amicleo, santuario de Apolo que recibía este nombre del barrio de Esparta en cuyas proximidades se encontraba Amiclas.
El arqueólogo alemán A. Furtwängler continuó las excavaciones a comienzos del siglo XX. La acrópolis de Esparta, el santuario de Artemisa Ortia y el Meneleo fueron excavados por la Escuela Británica de Atenas en 1906. n 1929, publicaron el resultado de los hallazgos del santuario de Artemisa Ortia, que contribuyó a echar por tierra tópicos sobre Esparta. En el siglo XX los arqueólogos griegos concentraron sus esfuerzos en Amiclas y en el territorio de la ciudad antigua.

### Restos arquitectónicos
Situada en el corazón de Laconia, un poco al norte de la moderna ciudad homónima, contribuyeron a su defensa sobre todo las márgenes pantanosas del Eurotas, a lo largo del cual corría en la antigüedad la principal vía de acceso de la ciudad. De los puentes del río quedan restos. Por este motivo Esparta estuvo mucho tiempo sin murallas. El rey Agesilao dijo con orgullo refiriéndose a sus conciudadanos: «estas son las murallas de los lacedemonios».
Muralla
Data del principios del siglo III a. C. Son visibles tramos de una fortificación de época tardorromana y bizantina cerca de la acrópolis. El perímetro de la muralla helenística sigue la línea de alguna de las colinas que circundan la acrópolis, a excepción de las modestas alturas del lado noroccidental, separadas por la muralla del valle del Magoula.
Sistema viario
El sistema viario antiguo se ha conservado en parte en el trazado moderno. La calle que recorrió Pausanias desde el ágora al teatro es la que en la actualidad, al salir de Esparta, conduce a Mistrás, localidad que en época bizantina alcanzó gran importancia en detrimento de la propia Esparta.
Templo de Atenea

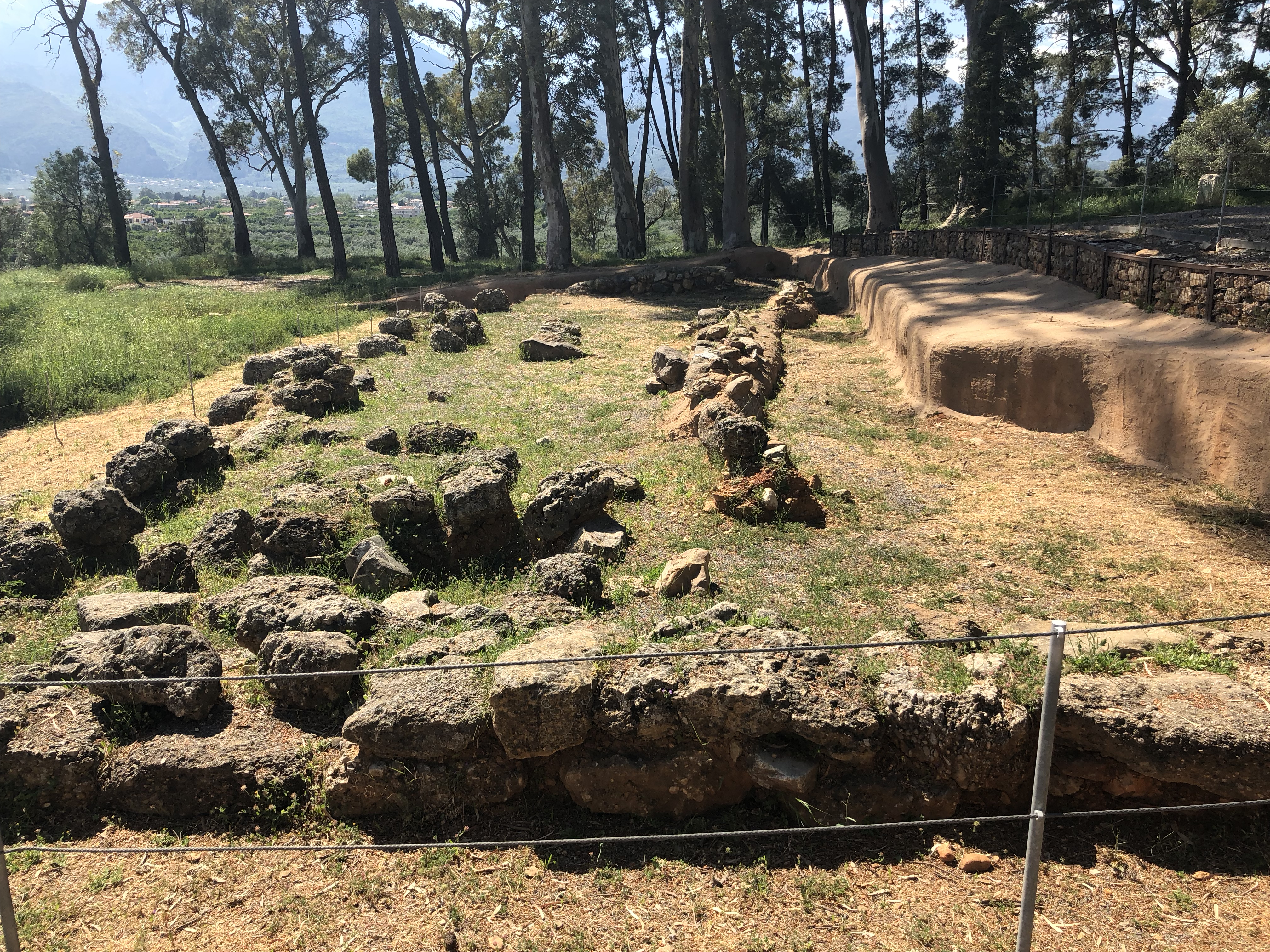
Templo de Atenea Calcieco

La carencia de santuarios y edificios suntuosos daba a Esparta un aspecto arcaico. En la acrópolis, en una colina baja sin construcciones defensivas, se encontraban edificios modestos como el templo de la divinidad poliada, Atenea. Los arqueólogos británicos sacaron a la luz restos del muro exterior y fragmentos de láminas de bronce sin decoración. Según Pausanias, fue Gitidas el autor de dichas láminas de bronce con las que decoró el templo. Realizó la estatua de culto de la diosa que recibió el nombre de Calcieco («de la casa de bronce»), representada en monedas de la época tardía. Atenea en posición frontal, con casco, escudo redondo en la mano derecha y lanza en la izquierda levantada, va ataviada con un vestido con decoración de franjas horizontales.

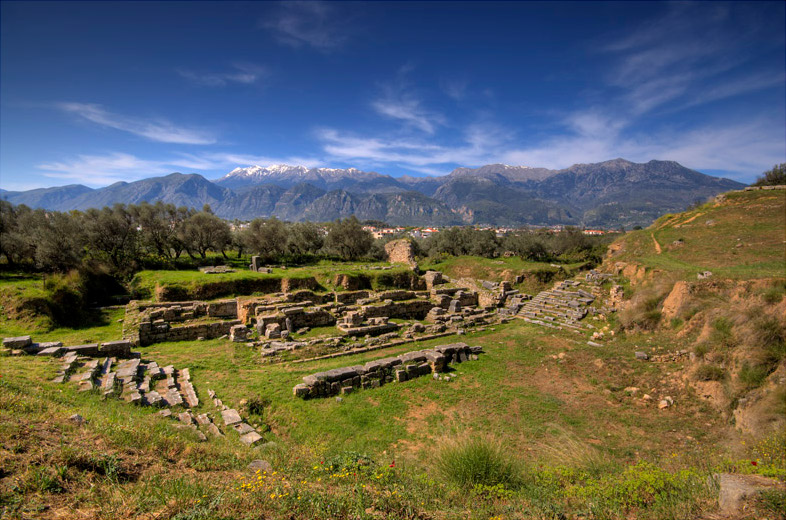
Teatro
El teatro del que habla Pausanias aprovecha la pendiente natural de la acrópolis bajo el recinto de la Calcieco. Se construyó en el período helenístico y se restauró y revistió de mármol en el siglo I a. C.. El teatro carecía de una escena permanente: se utilizaba una escena móvil de madera que se empujaba sobre rieles hasta ser colocada delante de la orquesta. En el siglo III se le dotó de un edificio escénico permanente. Los godos destruyeron el teatro en el año 396.
Leonideo
El Leonideo de Esparta no tiene ninguna relación con la tumba de Leónidas I, es un templo pequeño o naiskos. Situado entre la ciudad moderna y la acrópolis, lejos del teatro, consta de un pronaos y una cella de la época helenística.
Santuario de Artemisa Ortia

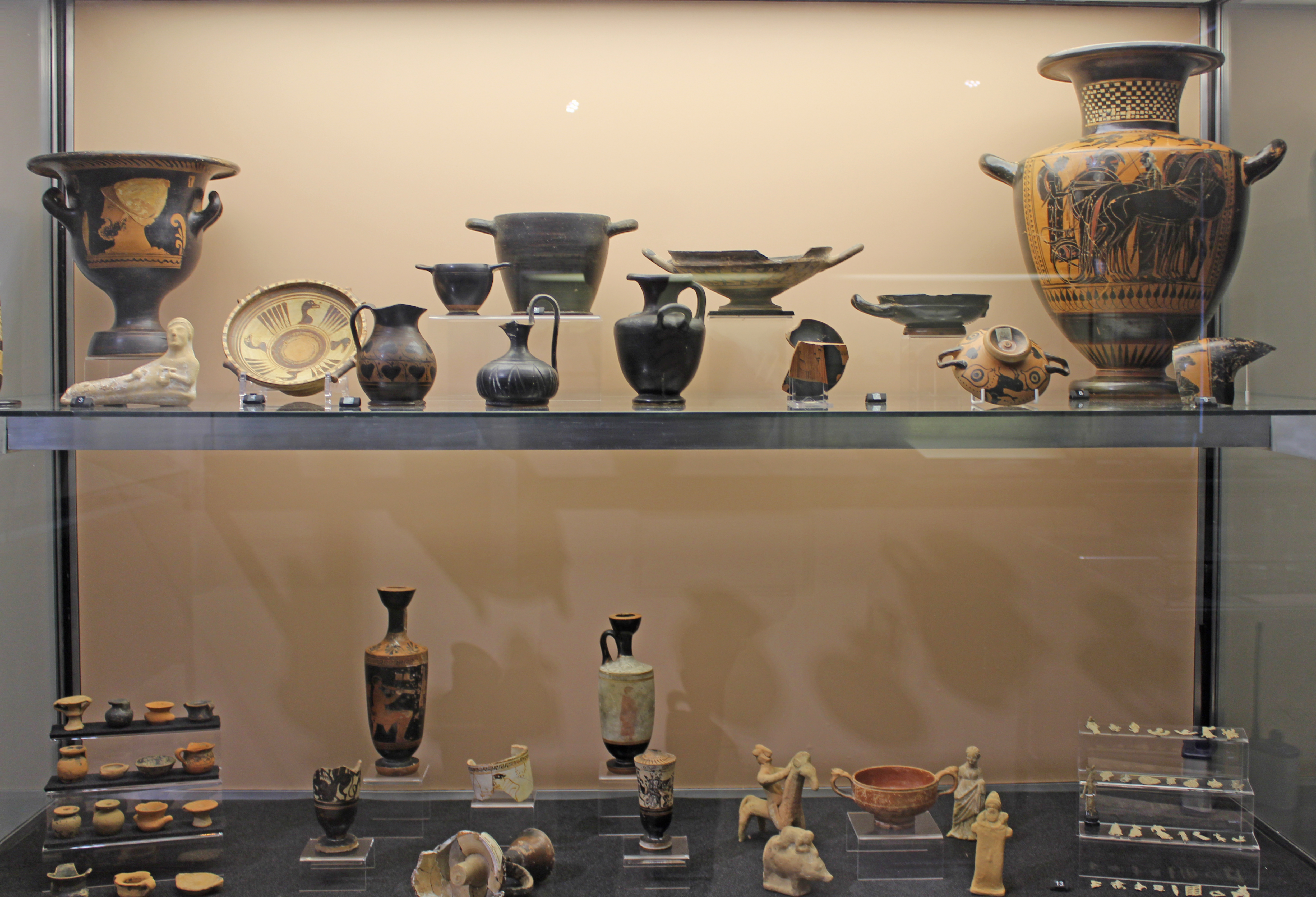
Ofrendas votivas halladas en el santuario

El santuario se hallaba al sureste de la acrópolis muy cerca de la orilla occidental del Eurotas, en el barrio conocido con el nombre de Limnai, es decir, «pantanos». El santuario excavado por la Escuela Británica a principios del siglo XX, constituye junto con el teatro y el templo de Atenea Calcieco uno de los edificios que la arqueología ha podido identificar con seguridad.
Durante siglos fue sede de un culto, y los objetos votivos encontrados, sobre todo marfiles y cerámicas, constituyen, por su gran calidad el testimonio de la artesanía laconia de época arcaica. Al altar primitivo se añadió un templo, primero de pequeñas dimensiones con una fila de columnas en el centro y paredes de madera y adobe, y después tras una inundación del Eurotas ocurrida en los primeros decenios del siglo IV a. C., el templo de piedra, de mayores dimensiones, pero todavía relativamente modestas, del que hoy son visibles los cimientos. En la época romana, frente al templo y en línea recta con el altar se construyó una cávea teatral para que los espectadores pudieran asistir a las ceremonias arcaicas en honor de la diosa, entre el ellas el rito de la fustigación de los niños. El culto de Artemisa Ortia comprendía también danzas y representaciones teatrales: de ello son buen prueba las numerosas máscaras de terracota halladas en el santuario.
La explicación del epíteto Ortia es complicado. Quizá fue una diosa del segundo milenio a. C., cuyo culto se fundió con el de una diosa del Olimpo. La diosa aparece en pequeñas placas de plomo y marfil generalmente bajo el tema iconográfico de la potnia theron (señora de los animales) con pólos (un tocado alto) de plumas, alada y con pájaros en ambas manos: las ofrendas (tortugas, peines) demuestran la relación de la diosa con el mundo femenino (la tortuga se consideraba el animal prolífico por excelencia), mientras que las fuentes literarias atestiguan la importancia del culto para la iniciación masculina (diamastigosis, fustigación ritual): los ritos que se celebraban en el santuraio representarían etapas en la iniciación de los jóvenes espartanos en la agogé.
Menelaion
En este templo se rendía culto a Helena y Menelao. Se encontraba extramuros, cerca de Terapne y era de pequeño tamaño. Aunque la estructura de los restos que han pervivido son de época clásica, se alza sobre un templo más antiguo, que, habida cuenta de los objetos votivos hallados, se remonta a la época micénica.

### Hallazgos arqueológicos

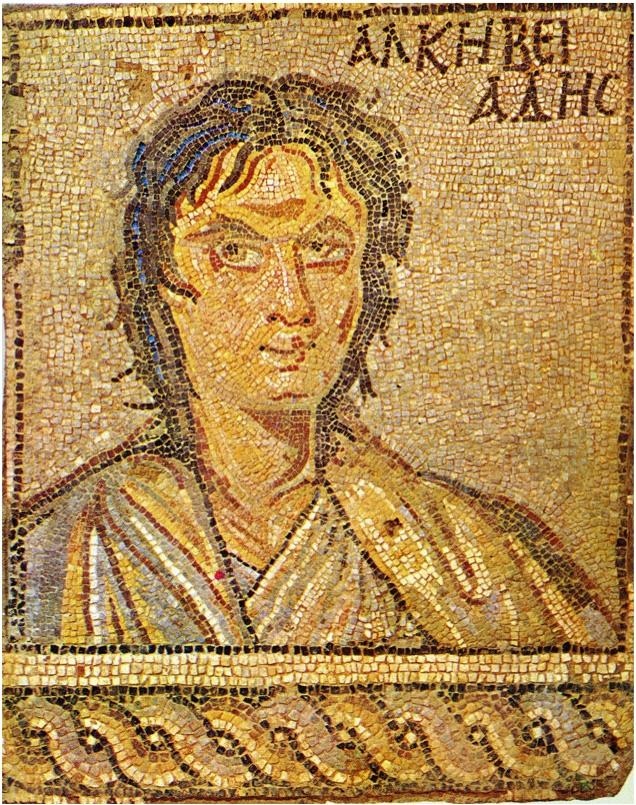
Mosaico de Alcibíades.
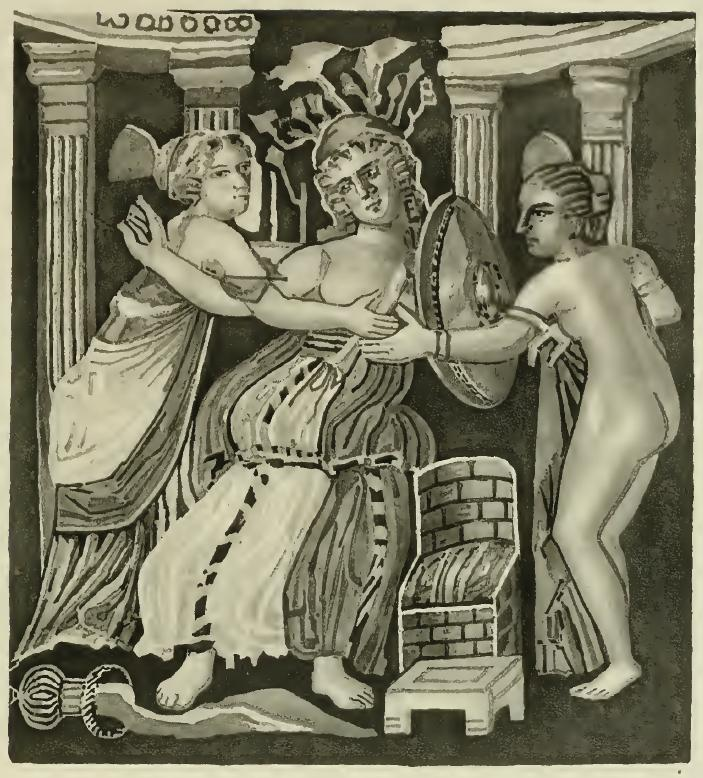
Mosaico encontrado en Esparta que representa al mítico Aquiles en Esciros.
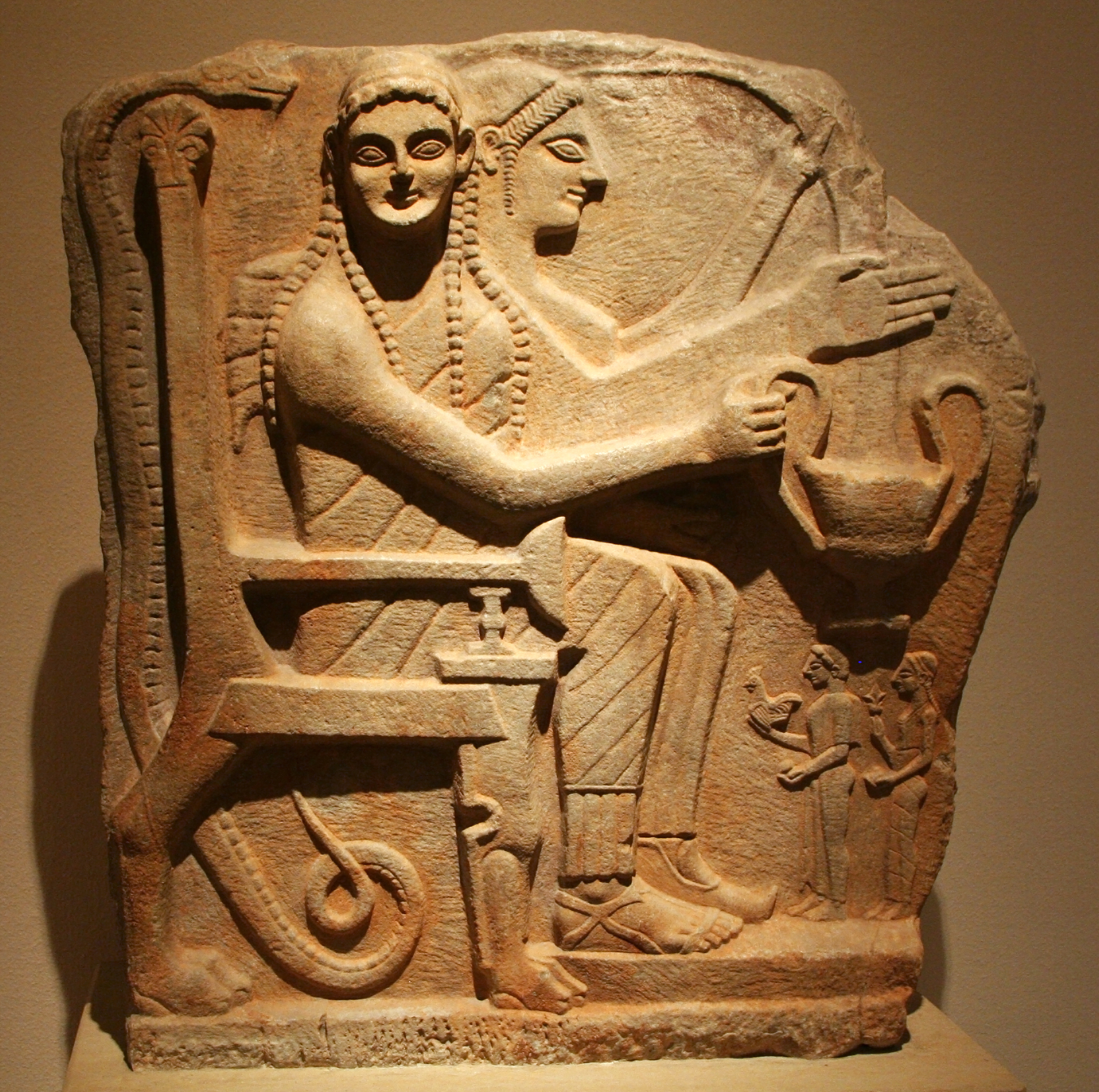
Religión y libaciones. Relieve hallado en Esparta.
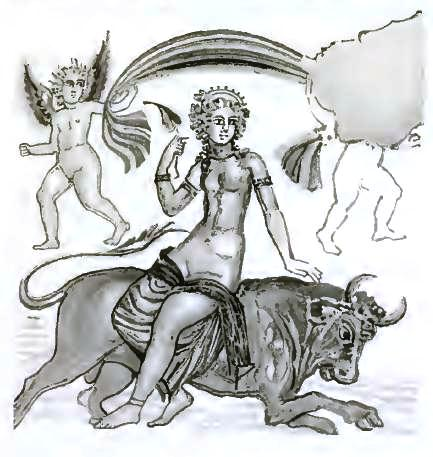
Mosaico El rapto de Europa.
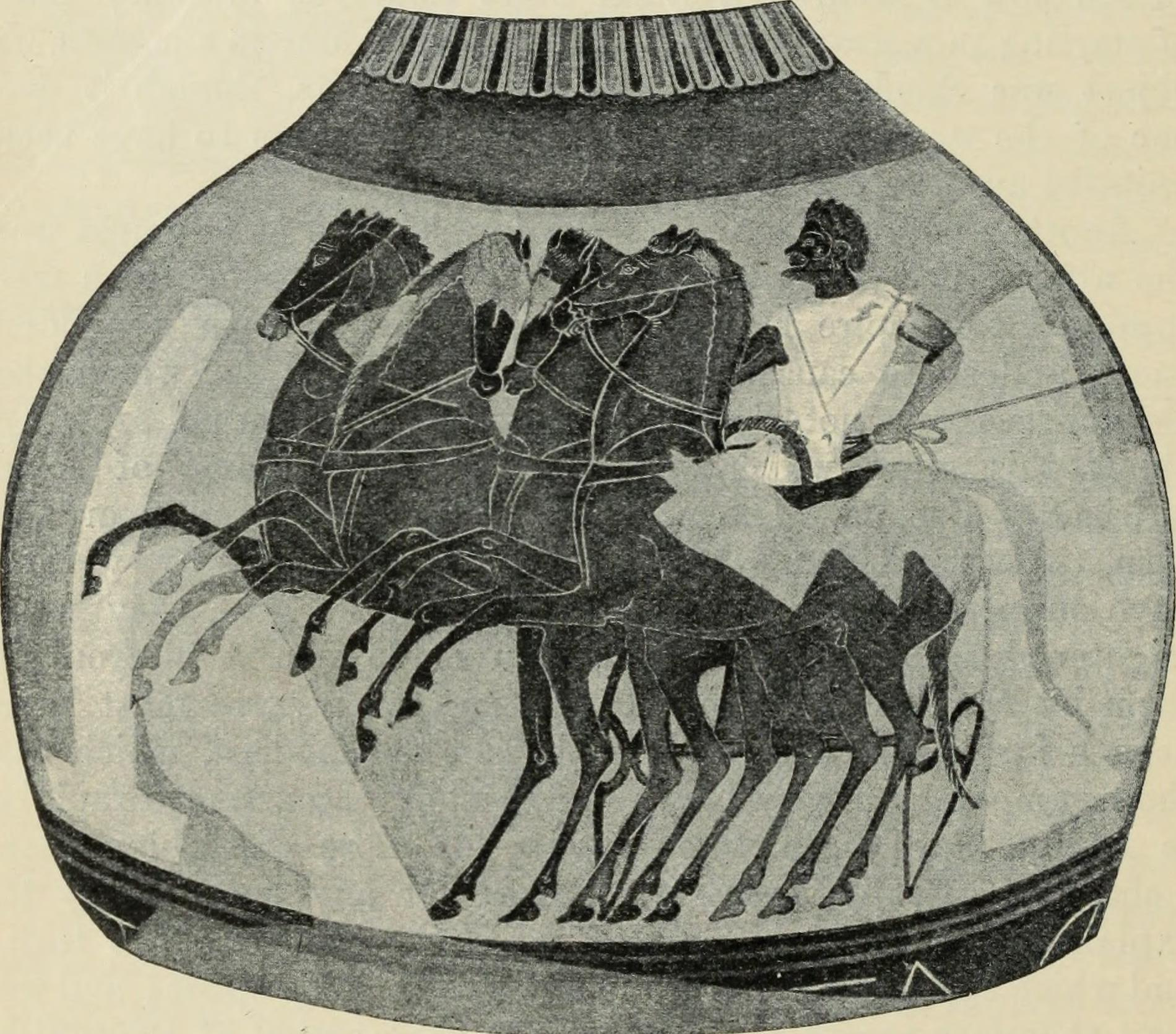
Ánfora que representa las carreras de caballos en los Juegos Olímpicos.

## Cultura

### Literatura
El primer ejemplo del alfabeto laconio se remonta a mediados del siglo VIII a. C.: es la dedicatoria de un aríbalo de bronce encontrado en el Menelaion. La nitidez de las letras, incisas en una superficie bastante dura, implica un cierto hábito y sugiere que la alfabetización ya estaba muy extendida. En general, se estima que se remonta a alrededor de 775 a. C.

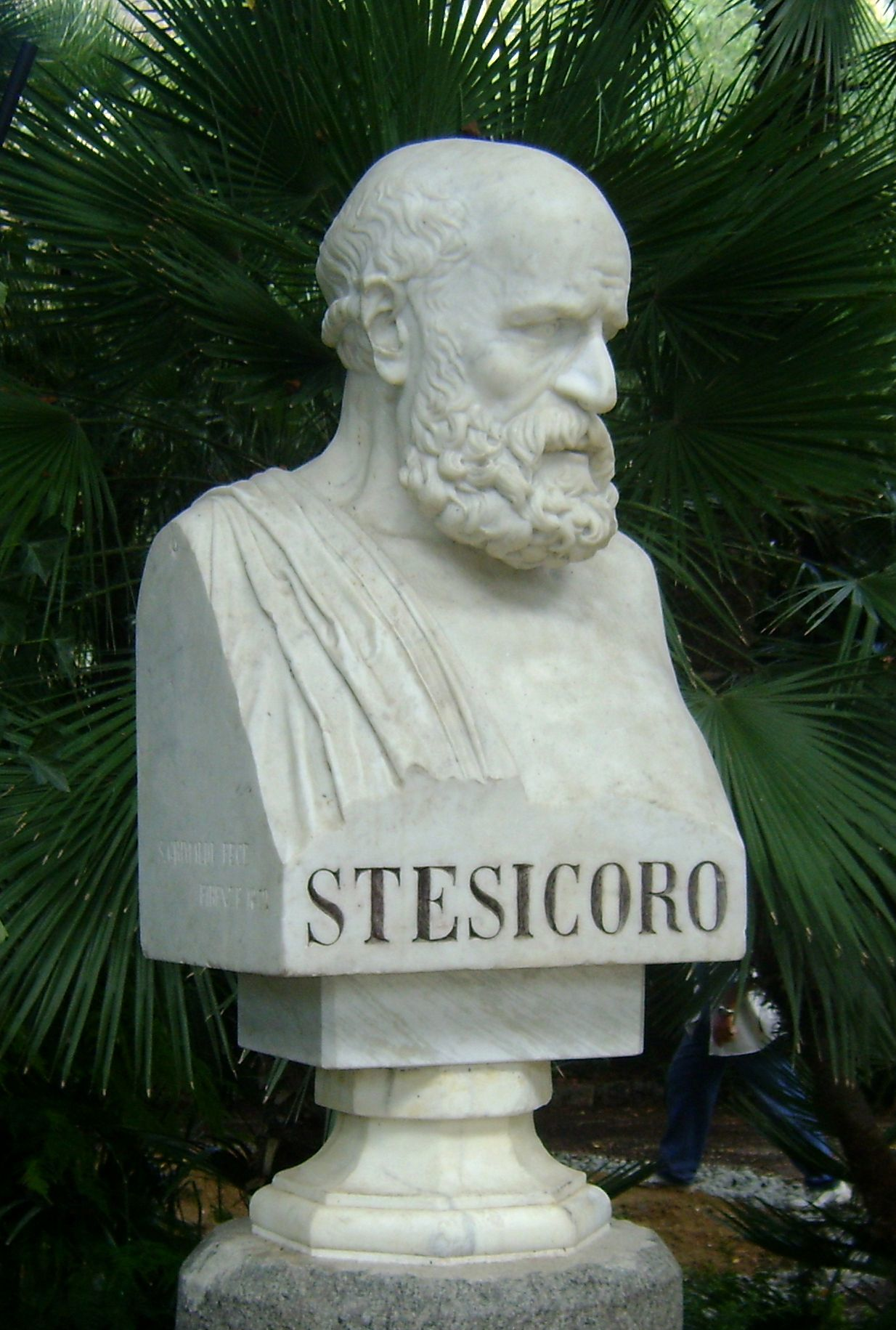
Estesícoro

A finales del siglo VII a. C., Esparta se enorgullecía de poseer uno de los más grandes poetas elegíacos griegos, Tirteo. Su origen ha sido discutido desde la antigüedad; La Suda, un diccionario bizantino, duda entre su nacimiento en Esparta o en Mileto, en Jonia. De él se han conservado fragmentos de once elegías, que concilian el ideal aristocrático heredado de Homero y el ideal de la ciudad. El orador Licurgo hace notar que los espartanos que van a la guerra se reúnen para escuchar sus poemas. Al mismo tiempo, Alcman fue llevado a Esparta como esclavo, y luego liberado por su amo. Sus poemas tenían tanto éxito que se leían todos los años durante el festival de las Gimnopedias.
Esparta también sabe cómo traer poetas reconocidos, como Tales de Gortina, Terpandro o Timoteo de Mileto. Varias tradiciones los muestran, con sus cánticos, para apaciguar una crisis (stasis) que sacudió a la sociedad espartana, convirtiéndola así en precursora de Licurgo. En el siglo VI a. C., según la tradición, la ciudad albergó a uno de los maestros de la poesía lírica, Estesícoro. Se ha conservado de él un fragmento de un palinodia en el que niega que Helena alguna vez fuera a Troya, probablemente por consideración a los espartanos que la consideraban una diosa. A comienzos del siglo V a. C., Simónides de Ceos escribió un elogio fúnebre da los guerreros caídos en la batalla de las Termópilas, que los espartanos parecen declamar cada año ante un monumento a estos muertos, ya fuera en Esparta o en Termópilas.
Curiosamente, Esparta ya no trajo poetas después de la llegada de Estesícoro y no fomentó ningún autor. El analfabetismo de los espartanos era proverbial en la época clásica entre los atenienses. En realidad, es más que probable que los reyes, los oficiales generales, éforos gerontes e hippeis supieran leer y escribir. En cuanto a los ciudadanos comunes, Justino informa que durante las guerras mesenias, los soldados espartanos escribían su nombre y apellido en planchas de madera que sujetaban a sus brazos, una especie de antepasado de las placas de identificación militar. Plutarco también cita cartas enviadas por madres espartanas a sus hijos soldados. Es difícil saber si estas dos menciones son auténticas o no. De una manera más creíble, Aristófanes menciona a una poetisa espartana, Clitagora, y Jámblico menciona a varios pitagóricos espartanos.
En el período helenístico, Esparta se abrió de nuevo a la literatura y produjo «anticuarios», es decir, eruditos, que se especializaron en las curiosidades de su propia historia. El más conocido de ellos, Sosibio, dejó una serie de tratados sobre cultos y costumbres espartanas, de los cuales el gramático Ateneo conservó algunos fragmentos. Al mismo tiempo, las familias adineradas acostumbraban a enviar a sus hijos al exterior para completar su educación; hay, por tanto, un cierto "Gorgo el Lacedemonio" entre los discípulos de los famosos estoicos Panecio de Rodas. En la época romana, Esparta se convirtió en uno de los centros griegos de educación superior.

### Arte
El arte laconio floreció especialmente en el período arcaico; sus principales modos de expresión fueron la cerámica, el bronce y el marfil.
La contribución de Laconia a la escultura está lejos de alcanzar la de otras regiones griegas, pero se puede comparar con la de Beocia. Esparta tenía una escuela de estilo dedálico en el siglo VII a. C., cuya producción restante consistía esencialmente en figurillas de terracota. Los relieves funerarios del siglo siguiente son relativamente mediocres, pero la estatua llamada Leonidas sugiere que el resto de la producción podría haber sido de mejor calidad.
Con respecto a la arquitectura, Tucídides observa: «si fuera desolada la ciudad de los lacedemonios y solo quedaran los templos y los cimientos de los edificios, pienso que,
al cabo de mucho tiempo, los hombres del mañana tendrían muchas dudas respecto a que la fuerza de los lacedemonios correspondiera a su fama». Sin embargo, Esparta no está desprovista de monumentos, como lo demuestran los capítulos que Pausanias dedica a la ciudad: podemos mencionar las Skias (570-560 aC), odéon de forma circular, el templo de Atenea en el Calcieco (finales del siglo IV a. C.) o la estoa persa, cuya construcción fue financiada con los despojos de las guerras médicas. En las afueras de Esparta estaba el santuario de Artemisa Ortia.

### Bronces

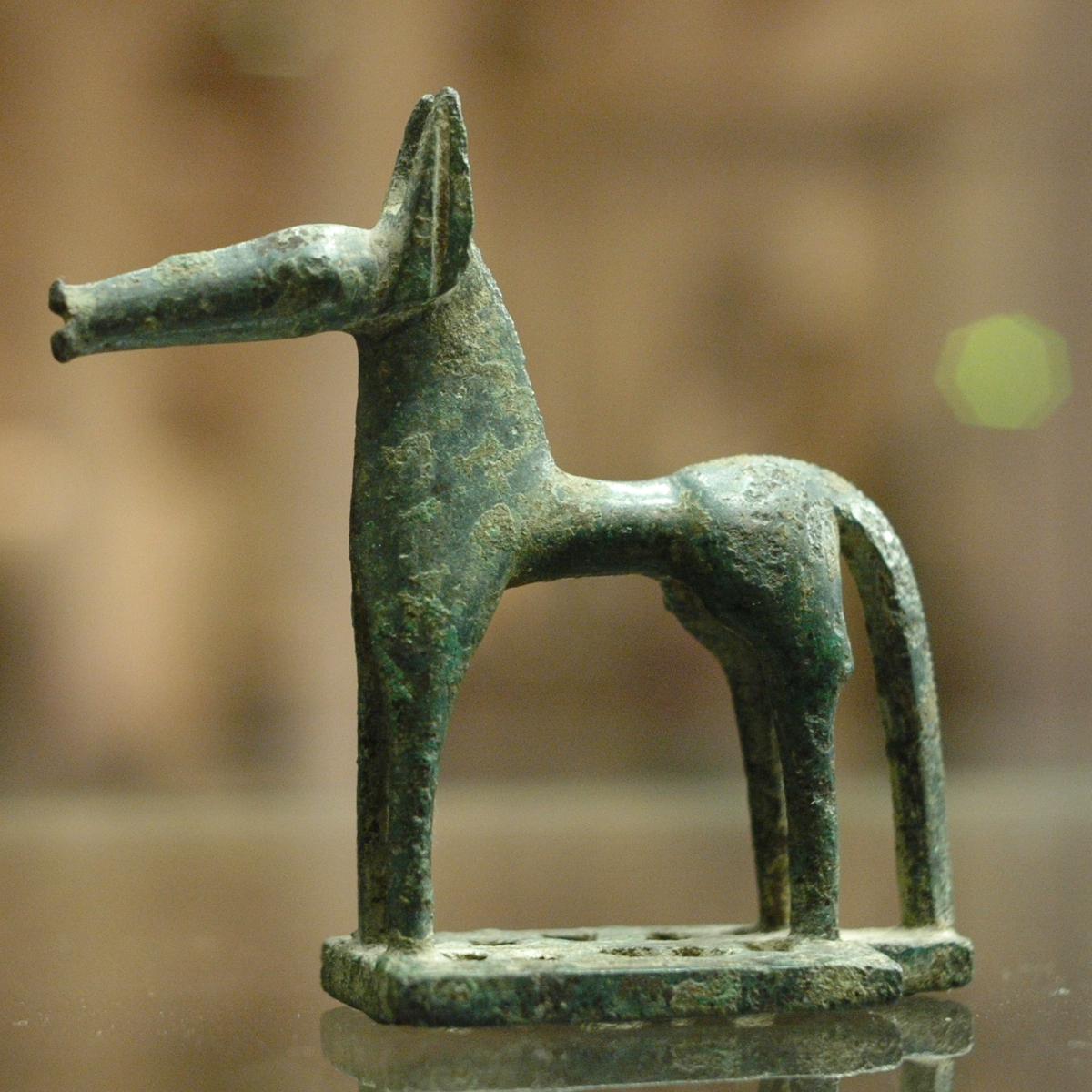
Caballo de bronce de estilo laconio encontrado en Olimpia, c., museo del Louvre.

Esparta también se distinguió, en la época arcaica, por sus trabajos de bronce. Sus artesanos fundían figurillas cuyo ejemplo característico es el llamado caballo de Laconia, notable por la impresión de estabilidad y el poder contenido que desprende. Se caracteriza por una cabeza muy larga, un cuello corto y una base rectangular con aberturas con un apéndice en el que se asienta la cola del animal. Está hecho a partir de un modelo de cera dura; el bronce, con una alta proporción de estaño, es arrojado por las fosas nasales a un molde segmentado según la técnica de la cera perdida; la estatuilla desmoldada no está sujeta a retrabajo. Este tipo de figura data de mediados del siglo VIII a. C., predomina entre el exvoto geométrico de Olimpia. La producción de figurillas de buena calidad persistió hasta el siglo V a. C. Mientras que los caballos generalmente estaban concebidos para ser autónomos, la mayoría de las otras figurillas están diseñadas para decorar artículos de lujo, como espejos.
Los artistas laconios también hicieron grandes vasos, como la crátera de Vix, de 1,64 metros de altura, que data de finales del siglo VI a. C., y de la que se desconoce su origen exacto.

## ¿Un «espejismo espartano»?

### En la Antigüedad

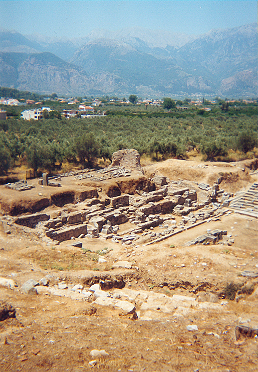
Ruinas de Esparta

Esparta se diferenciaba en primer lugar de otras ciudades griegas. Homero menciona en el Catálogo de los barcos el «aislamiento lacedemonio», rodeada como estaba, por los montes Parnón y Taigeto, donde, en la Odisea, se representa a Artemisa dirigiendo la caza.
Desde el final del período arcaico, sin embargo, Esparta emerge de su destino, primero por el poder de su falange, y después por su sistema político, que muchos poetas y Heródoto consideraban un modelo de eunomia, es decir de justicia y buen orden. Heródoto representa así al rey espartano en el exilio Demarato advirtiendo al rey aqueménida Jerjes I que los espartanos son «los más valientes de todos los hombres» y enfatiza que «la ley es para ellos una maestra absoluta». Sin embargo, ninguna ciudad se dotó con una constitución similar, incluso entre aquellas que adoptaron una forma de gobierno oligárquica.
La admiración por el modelo espartano se desarrolló particularmente en Atenas. El primero de estos «laconizantes» fue Cimón, que llamó a su hijo Lacedemonio. y persuadió en 464 a. C. al pueblo ateniense a ayudar a Esparta, golpeada por un terremoto. Los filolaconios eran reclutados principalmente por los partidarios de la oligarquía: Critias, líder de los Treinta Tiranos que tomaron el poder en el año 404 a. C., es descrito como un «filolaconio notorio», para quienes la constitución de Esparta era la mejor de todas. Por el contrario, Eurípides representa a sus personajes espartanos, Menelao y Hermíone, como seres odiosos, obsesionados con la riqueza y el poder, brutales y engañosos.
A comienzos del siglo IV a. C., Esparta derrotó a Atenas en la larga guerra del Peloponeso. Muchos griegos atribuyen la victoria a la superioridad de la organización política espartana. Este es especialmente el caso de la Constitución de los lacedemonios, atribuida a Jenofonte, quien luchó contra su propia ciudad bajo las órdenes del rey Agesilao II en la Batalla de Coronea y sometió a sus hijos a la educación espartana. Por su parte, Platón denuncia la moda con la que, para imitar a los espartanos, «nos magullamos los oídos, nos ponemos correas alrededor de los brazos, practicamos constantemente en gimnasios, usamos ropas muy cortas, como si este fuera el motivo por el que los lacedemonios superaron a los otros griegos».
Platón conocía bien a los filolaconios por haberlos frecuentado en su juventud. Su actitud frente a Esparta es mesurada: elogia la eutanasia espartana y la sabiduría, basada en el sentido común, pero denuncia en la República su transformación en timocracia, es decir, en un régimen donde la búsqueda de honores era el principal impulsor. En la primera parte de las Leyes lamenta que la música esté tan olvidada en Esparta, pero elogia al régimen político espartano por el equilibrio de poder -primero entre los dos reyes, segundo entre los reyes, los gerontes y los éforos - que constituye para él el justo medio entre la democracia y la monarquía.
Aristóteles se muestra relativamente crítico en su Política. Para él, los ilotas no son una buena solución para permitir que los ciudadanos sean liberados del trabajo, porque los espartanos les temen permanentemente. Luego denuncia la demasiada libertad que gozan las mujeres. Destaca el alcance de la desigualdad social y el hecho de que las dos quintas partes del Estado son propiedad de mujeres. En el plano político, la elección democrática de los éforos le parece peligrosa, porque lleva a la selección de hombres pobres, por lo tanto venal; su poder le parece tiránico. la gerusía no se salva: sus miembros son seniles, corruptos y propensos al favoritismo. Al igual que Platón en las Leyes, culpa a Esparta por concentrarse exclusivamente en la virtud militar: su victoria sobre Atenas resultó fatal, porque no sabía cómo manejar la paz.

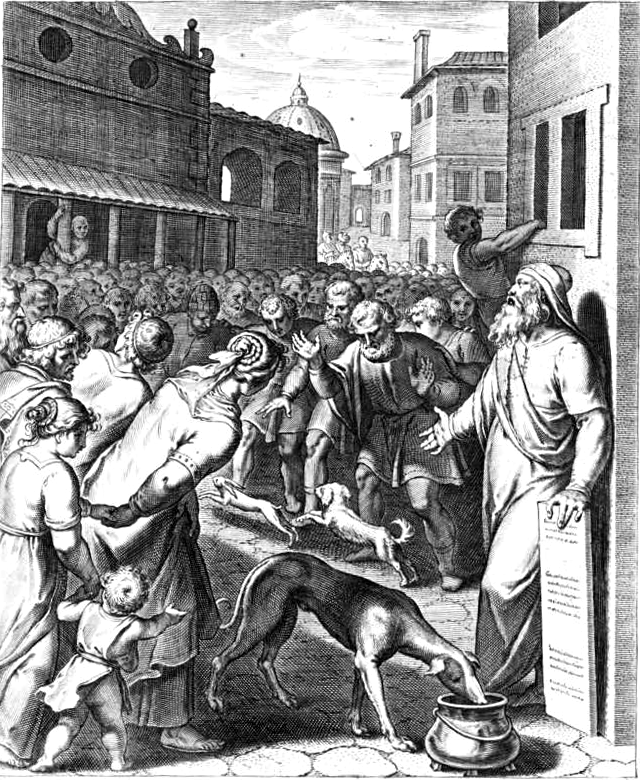
Licurgo y los dos perros, anécdota edificante publicada por Plutarco. Grabado de Otto Van Veen, Emblemata Horatiana, 1607.

En el período helenístico, Esparta fue objeto de interés para los amantes de la filosofía política, que tienden a idealizarla. Uno de los alumnos de Aristóteles, Dicearco escribió una Constitución de los lacedemonios, que los espartanos apreciaron tanto que la leían una vez al año a sus jóvenes. Los pitagóricos eran generalmente filolaconios. El tratado Sobre la ley y la justicia, atribuido a Arquitas de Tarento, pero que es de hecho una obra helenística, hace de Esparta el ejemplo del régimen ideal, una constitución mixta que combina la democracia (hipagretas y koroi, es decir la guardia personal del rey), la oligarquía (los éforos) y la monarquía (los reyes). De la misma manera, los cínicos recogen los Apotegmas lacedemonios, que Aristóteles ya cita en Retórica como buenas máximas de la moralidad práctica.
Esparta ejerció también una atracción fuera de Grecia. Muchas de las ciudades de Asia Menor o de la costa del Lacio pretendían hacerse, de una manera bastante fantasiosa, con las colonias espartanas. El primer libro de los Macabeos  y las Antigüedades judías de Flavio Josefo  informan de una carta atribuida al rey Areo I y enviada al sumo sacerdote Onías I, en la que Areo proclama un origen común entre los espartanos y los judíos. En 168 a. C., el sumo sacerdote Jasón, depuesto, llegó Esparta con la esperanza de encontrar refugio gracias a este parentesco común. En Italia, los sabinos creían que eran descendientes de espartanos que abandonaron su ciudad madre por disgusto por su austeridad.
En Roma, hubo una corriente filolaconia en la República romana: Catón el Joven toma a los espartanos como modelos; Bruto renombró Eurotas un curso de agua de su propiedad en el campo y le asignó un estilo laconio cuando escribió en griego. Las instituciones romanas a menudo se comparaban con las de Esparta: los dos cónsules recuerdan a los dos reyes, mientras que el Senado evoca la gerusía. Durante el Imperio romano, los estoicos admiraban la austeridad de los espartanos, su negativa a reconocer la derrota y su desprecio por la muerte. Plutarco escribió la biografía de Licurgo, Agesilao II, Lisandro, Agis IV y Cleómenes III, y recopiló las Máximas de espartanos. Posteriormente, la influencia espartana fue menos pronunciada. La Segunda sofística estuvo interesada principalmente en Atenas, pero recurría a Esparta para proponer temas de retórica: «¿Deberíamos poner murallas a Esparta?» «¿Deberían los presos de Esfacteria ser castigados por cobardía?».

### En la época moderna

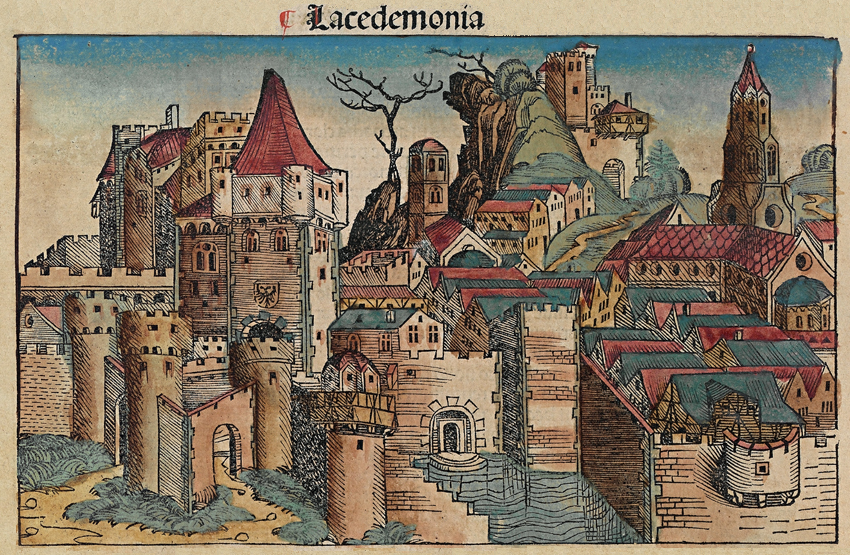
Representación ideal de Esparta. Ilustración de las Crónicas de Núremberg, 1493.

En el Renacimiento, Esparta, y no Atenas, se consideraba el arquetipo de los valores morales de la Antigüedad. El humanista italiano Pier Paolo Vergerio exaltó los méritos educativos de Esparta en su tratado (circa 1402) sobre la educación de los jóvenes príncipes. En 1436, Ciriaco de Ancona visitó las ruinas de la ciudad y lamentó la desaparición de «esta ciudad noble», símbolo de «virtud humana» y «famosa por la integridad de su alma». Lacedemonia se convirtió en el símbolo del régimen mixto en las ciudades-estado italianas, y el contramodelo del absolutismo real en Francia, especialmente en el pensamiento protestante, principalmente el de los monarcómacos. El modelo espartano se difundió bajo la influencia de las muchas traducciones de Plutarco.
A través de Platón y Plutarco, Jean-Jacques Rousseau ve Esparta como «el mismo tipo de sociedad política justa» y «el estado donde la virtud era la más pura y duró más tiempo», según la universitaria Paule Monique Vernes; Rousseau la prefería frente a Atenas. Solo Voltaire y el Baron d'Holbach, entre los más conocidos, prefieren la democracia de Atenas. La Revolución francesa se refirió mucho a Esparta hasta la caída de Robespierre. Este último se refiere a Esparta abundantemente, la cual conservaba «la cohesión de la sociedad y el cuerpo político» lacedemonio, mientras que a veces se distancia de este modelo. Después de su muerte, los republicanos abandonan el ideal de Esparta, a la que juzgaban por reprimir la libertad bajo la autoridad, a favor de Atenas y Roma, excepto unas pocas reminiscencias en las obras de François Babeuf y los «Iguales». En reacción, fue el turno del teórico contrarrevolucionario Joseph de Maistre para retornar al referente espartano. Parte de la erudición alemana (Karl Ottfried Müller, especialmente en Los Dorios, y Werner Jaeger), y algunos franceses como Maurice Barrès (Le Voyage de Sparte) veían en ella el genio de la «raza" doria», la «encarnación de una política conscientemente racista, guerrera y totalitaria». Por el contrario, el historiador Henri-Irénée Marrou denuncia el «espejismo espartano»: "lejos de ver en el ἀγωγή un método seguro para engendrar la grandeza, denunció la impotencia radical de un pueblo vencido que se ilusiona. Para él, la desgracia de Esparta es haber madurado demasiado pronto. Al querer preservar la herencia de la época arcaica, en la que Esparta también conoció tanto la educación militar como las artes, se aferró a una actitud de rechazo y defensa, no conoció más que el culto estéril de la diferencia incomunicable.

### En la época contemporánea
En 1928, Adolf Hitler escribió que Esparta era el modelo del próximo Tercer Reich por ser el «primer estado racista» de la Historia y el arquetipo del Estado ario. Después de la Segunda Guerra Mundial, Esparta es movilizada por el escritor fascista Maurice Bardèche, que pretende mostrar que la extrema derecha radical no se puede reducir a los estados que acabaron derrumbándose. Maxime Rosso explica esta evolución:
«Ya no es a través de Plutarco que nos acercamos a Lacedemonia; es reemplazado por los poetas griegos muy antiguos de los siglos VII y VI a. C., Tirteo, Alcman, Baquílides o Píndaro. Por lo tanto, ya no nos referimos al legislador mítico, sus leyes e instituciones; preferimos magnificar a un pueblo que habría aumentado por sus cualidades intrínsecas. El concepto de raza ha reemplazado al de la ley.»
Debido a este uso por la extrema derecha, Esparta se vuelve tabú en el ámbito historiográfico hasta la década de 1980. Su percepción popular cambió con la reinterpretación occidental de Frank Miller, autor de la historieta 300 adaptada al cine en 2006 con el título de 300. En Francia, Los Identitarios utilizan abundantes referencias espartanas. En Grecia, el partido de extrema derecha Amanecer Dorado se defiende de las acusaciones de referencias al nazismo al afirmar que este último copió a los grecorromanos, y en particular a Esparta, que sería su verdadero modelo.

## Frases célebres
Con las principales ciudades estado griegas sometidas, Filipo II de Macedonia se dirigió contra Esparta y les envió un mensaje:

Si invado Laconia os arruinaré totalmente.

La respuesta de Esparta, fiel a su tradición lacónica, fue sencillamente: «Si».
Otras frases célebres que se atribuyen a los espartanos son:
- «Vencer o morir».[205]
- «Vuelve con el escudo o sobre él» (Ἢ τὰν ἢ ἐπὶ τᾶς, Ē tan ē epí tās; literalmente: «con esto o sobre esto», dicho al presentar el escudo al guerrero).[206]
- «Los espartanos no preguntan cuántos son los enemigos, sino dónde están».[207]